# Az Agymenők epizódjainak listája
Ezen az oldalon az Agymenők (angolul The Big Bang Theory) című amerikai televíziósorozat epizódjainak listája található.
A sorozat két társadalmi életre alkalmatlan csodabogárról szól, Leonardről (Johnny Galecki) és Sheldonról (Jim Parsons), akik a gyönyörű, de teljesen átlagos lánnyal, Pennyvel (Kaley Christine Cuoco) szemben laknak. Amikor Leonard beleszeret Pennybe, Sheldon megpróbálja lebeszélni róla, mert úgy véli, hogy barátja egy elérhetetlen álmot kerget.
Az első (igazából próbaepizód) rész kivételével (pilot), a The Big Bang Theory epizódjai mindig „A”-val, vagy „Az”-zal (The) kezdődnek, és egy tudományos(kodó) kifejezéssel végződnek, amely valamilyen formában utal az epizód cselekményére (pl.: „The Hamburger Postulate” = „A hamburger-posztulátum”, „The Tangerine Factor” = „A mandarin-tényező”). A magyar címek nem követik minden esetben ezt az elgondolást.

## Eredeti pilot
A legelső bemutató (pilot) epizód előtt felvettek még egy leadatlan epizódot, amelynek története merőben eltért a véglegestől, Leonard (Johnny Galecki) és Sheldon (Jim Parsons) mellett Katie (Amanda Walsh) lett a harmadik főszereplő mint a szomszédba költöző új lány. Az eredeti epizód cselekménye bár hasonlított a végül adásba kerülő változatára, Koothrappali és Wolowitz karakterei nem szerepeltek. Katie karakterét a közönség rosszul fogadta durva és obszcén viselkedése miatt, így a készítők jobbnak látták, ha újraválogatják a szerepet a szomszéd lányra, akinek a karakterét a végleges változatra teljesen átírták, Katie negatív jellemét lecserélték, a szereplő új neve pedig Penny lett.

## Évadáttekintés
| Évad | Évad | Részek száma | Részek száma | Eredeti sugárzás     | Eredeti sugárzás | Eredeti adó       | Magyar sugárzás      | Magyar sugárzás   | Magyar adó |
| Évad | Évad | Részek száma | Részek száma | Évadbemutató         | Évadzáró         | Eredeti adó       | Évadbemutató         | Évadzáró          | Magyar adó |
| ---- | ---- | ------------ | ------------ | -------------------- | ---------------- | ----------------- | -------------------- | ----------------- | ---------- |
|      | 1.   | 17           | 17           | 2007. szeptember 24. | 2008. május 19.  |                   | 2009. december 27.   | 2010. március 20. |            |
|      | 2.   | 23           | 23           | 2008. szeptember 22. | 2009. május 11.  | 2010. március 27. | 2010. augusztus 28.  |                   |            |
|      | 3.   | 23           | 23           | 2009. szeptember 21. | 2010. május 24.  | 2012. április 13. | 2012. június 29.     |                   |            |
|      | 4.   | 24           | 24           | 2010. szeptember 23. | 2011. május 19.  | 2012. június 29.  | 2012. szeptember 21. |                   |            |
|      | 5.   | 24           | 24           | 2011. szeptember 22. | 2012. május 10.  | 2013. június 25.  | 2013. július 26.     |                   |            |
|      | 6.   | 24           | 24           | 2012. szeptember 27. | 2013. május 16.  | 2013. október 11. | 2013. december 27.   |                   |            |
|      | 7.   | 24           | 24           | 2013. szeptember 26. | 2014. május 15.  | 2014. március 28. | 2014. június 13.     |                   |            |
|      | 8.   | 24           | 24           | 2014. szeptember 22. | 2015. május 7.   | 2014. december 5. | 2015. július 10.     |                   |            |
|      | 9.   | 24           | 24           | 2015. szeptember 21. | 2016. május 12.  | 2016. május 18.   | 2016. augusztus 10.  |                   |            |
|      | 10.  | 24           | 24           | 2016. szeptember 19. | 2017. május 11.  | 2017. február 8.  | 2017. június 7.      |                   |            |
|      | 11.  | 24           | 24           | 2017. szeptember 25. | 2018. május 10.  | 2018. március 7.  | 2018. június 13.     |                   |            |
|      | 12.  | 24           | 24           | 2018. szeptember 24. | 2019. május 16.  | 2019. január 7.   | 2019. június 17.     |                   |            |

## 1. évad (2007-2008)
| Sor. | Év. | Cím                                                      | Rendező          | Író                                                                                       | Premier                                 | Nézettség   |
| --- | --- | -------------------------------------------------------- | ---------------- | ----------------------------------------------------------------------------------------- | --------------------------------------- | ----------- |
| 1. | 1.  | Az új szomszéd (Pilot)                                   | James Burrows    | Chuck Lorre & Bill Prady                                                                  | 2007. szeptember 24. 2009. december 27. | 9,52 millió |
| Két briliáns („közös IQ-juk 360”), fiatal fizikus, Leonard és Sheldon, akik azon „ragyogó elmék” közé tartoznak, akik tudják, hogyan működik az univerzum. De a PhD-jük nem segít nekik, hogyan viselkedjenek a többi emberrel, főképp a nőkkel. Minden megváltozik, mikor a szabad lelkű, frissen pasi nélkül maradt szépség (Penny) a szomszédjuk lesz. Amikor Leonard és Sheldon találkozik Pennyvel, Leonard egyből érdeklődni kezd a lány iránt („A gyerekeink okosak és szépek lesznek.”), de Sheldon fél, hogy a barátja egy olyan ábrándot űz, ami sosem válik valóra („De főleg képzeletbeliek.”) Leonard és Sheldon az éjszakáit Klingon Scrabblet játszva tölti társadalmi életre alkalmatlan barátaival, akik szintén kockák, Howard Wolowitz-cal (aki folyton nőt keres magának) és Rajesh Koothrappalival (aki enyhe személyiségzavara miatt képtelen nőkhöz beszélni). Azonban Leonard úgy látja, hogy Pennyben rengeteg lehetőség rejlik, többek között maga a szerelem. Leonard annyira belebolondult Pennybe, hogy miután hagyja, hogy használja az ő tusolójukat (mivel Pennyé eltörött), beleegyezik, hogy megpróbálja visszaszerezni a lány tévéjét annak volt barátjától, Kurttől. Leonard próbálkozása megbukik, majd ő és Sheldon, aki bár nem akart, de mégis vele tartott, nadrág és tévé nélkül térnek vissza. Penny nagyon sajnálja az egészet, ezért meghívja őket és barátaikat egy vacsorára.                                                                                 |     |                                                          |                  |                                                                                           |                                         |             |
| 2. | 2.  | Rendmánia (The Big Bran Hypothesis)                      | Mark Cendrowski  | Chuck Lorre & Bill Prady                                                                  | 2007. október 1. 2010. január 3.        | 8,50 millió |
| Sheldon és Leonard felvisz Penny lakásába egy csomagot, ami neki érkezett. Sheldont nagyon zavarja, amikor meglátja, hogy Penny lakása mennyire rendetlen. Még aznap este, mikor Leonard alszik, Sheldon besurran Penny lakásába, majd kitakarítja azt és rendet rak. Leonard rajtakapja és megpróbálja leállítani, de Sheldon hajthatatlan. Másnap reggel rájukordít, majd Leonard suttogva kérdezi Sheldontól, hogyan jöhetett rá a lány, hogy ők tették. (Sheldon hagyott egy ruhaelrendezési tervet Penny szekrényében.) Sheldon odamegy bocsánatot kérni, de Penny nem hisz neki és mérges marad. Később Leonard megy bocsánatot kérni, akit Penny megölel és azt mondja, hogy „Semmi baj.” |     |                                                          |                  |                                                                                           |                                         |             |
| 3. | 3.  | Randivágy (The Fuzzy Boots Corollary)                    | Mark Cendrowski  | Történet: Chuck Lorre Tévéjáték: Bill Prady & Steven Molaro                               | 2007. október 8. 2010. január 9.        | 8,35 millió |
| Amikor Leonard látja, hogy Penny egy fiúval csókolózik az lakása előtt, ledöbbenve azt hiszi, hogy a lány „dobta” őt. A srácok meggyőzik, hogy hívjon meg valakit a munkahelyén randevúzni, de mikor megpróbálja a terv kudarcba fullad, ugyanis a szintén tudós Leslie Winkle (Sara Gilbert) visszautasítja, így még depressziósabbá válik. Leonard egyre mélyebb depresszióba süllyed (ami azzal jár, hogy macskavásárláson gondolkozik és emo-zenét hallgat, majd Sheldon (hogy elkerülje, hogy macskájuk legyen), rámutat, hogy Leonardöt igazából nem is utasította vissza Penny, mivel még meg sem kérdezte, hogy randizna-e vele. Leonard igazat ad neki, majd rögtön meg is kérdezi Pennyt, hogy elmenne-e vele vacsorázni, csak épp azt mondja a lánynak, hogy a srácokkal együtt esznek majd valahol. Leonard végül elmegy a randira, majd sűrű bocsánatok közepette indokokat talál ki, hogy a többiek miért nem mentek el az étterembe. A randevún Penny megemlíti, hogy a fiú, akit Leonard látott igazából nem a barátja, és azt is elmondja, hogy van egy olyan szokása, hogy szakítás után összejön egy hétvégére egy sráccal, hogy így tegye túl magát a szakításon. Leonard teljesen izgatottá válik, egyre jobban érdekli a téma, majd hirtelen megsebesül az asztal alatt és ezért Penny hazaviszi. Leonardnek nincs bátorsága bevallani az igazi érzéseit Pennynek, habár a lány rákérdez, hogy ez egy randi volt-e. Az epizód címe a Leonard által vásárolni akart macska nevére utal. |     |                                                          |                  |                                                                                           |                                         |             |
| 4. | 4.  | Kirúgva (The Luminous Fish Effect)                       | Mark Cendrowski  | Történet: Chuck Lorre & Bill Prady Tévéjáték: David Litt & Lee Aronsohn                   | 2007. október 15. 2010. január 10.      | 7,94 millió |
| Sheldont kirúgják az egyetemen, ahol dolgozott, mert elmondja új főnökének, Dr. Eric Gablehausernek (Mark Harelik), hogy szerinte ostoba. A változás miatt Sheldon depresszióssá válik, amin Leonard úgy próbál meg segíteni, hogy elhívja Sheldon édesanyját (Laurie Metcalf). Amikor a nő megérkezik, a srácok észreveszik, hogy teljesen másfajta nőre számítottak. Sheldon mamája gyakorlatias, édes és őszinte keresztény. („A tudományos dolog Jézus urunktól van.”) Kis várakozás után az anyja ráveszi Sheldont, hogy kérjen elnézést a főnökétől és így visszakapja az állását. (A bocsánatkéréskor a nő kikezd Dr. Gablehauserrel.) Sheldon megkérdezi édesanyját, hogy Dr. Gablehauser lesz-e az új apukája, mire az anyja így válaszol: „Meglátjuk...” Az epizód címe arra utal, hogy amikor Sheldon elveszti munkáját, idejét világító halak kitenyésztésével és poncsók szövésével tölti. |     |                                                          |                  |                                                                                           |                                         |             |
| 5. | 5.  | Az egy-éjszakás kaland (The Hamburger Postulate)         | Andrew D. Weyman | Történet: Jennifer Glickman Tévéjáték: Dave Goetsch & Steven Molaro                       | 2007. október 22. 2010. január 16.      | 8,81 millió |
| Leonard együtt tölti az éjszakát kutatótársával, Leslie-vel, ám a lány reggel közli vele, hogy csupán egyéjszakás kalandnak tekinti a történteket. |     |                                                          |                  |                                                                                           |                                         |             |
| 6. | 6.  | A buliállat (The Middle-earth Paradigm)                  | Mark Cendrowski  | Történet: Dave Goetsch Tévéjáték: David Litt & Robert Cohen                               | 2007. október 29. 2010. január 17.      | 8,41 millió |
| Penny meghívja a fiúkat a jelmezes halloweeni bulijára, először elutasítják a meghívást, de miután kiderül, hogy jelmezes buli lesz, elmennek. A buliban Sheldon Doppler-effektusnak öltözik (amit senki nem ért a barátain kívül), Raj nem tud beszélni a nőkhöz, mégis felszed valakit (az enyhén ittas és fecsegésre hajlamos lánynak imponál, hogy valaki képes őt végighallgatni), Leonard pedig Frodónak öltözik be. Később a partin megjelenik Penny exbarátja, Kurt, ősembernek öltözve. Leonard és Kurt összevesznek, kis híján össze is verekszenek, de Penny közéjük áll. Később Penny bekopogtat Leonardhoz, és elnézést kér tőle Kurt durvasága miatt, majd megcsókolja Leonardot. Leonard szelíden elküldi, mert nem akarja kihasználni, hogy részeg, ám amikor észreveszi, hogy Kurt tanúja volt a csóknak, kárörvendően ráförmed: „Bizony ám, így megy ez nálunk, a Megyében”, majd gyorsan becsukja és bereteszeli az ajtót. |     |                                                          |                  |                                                                                           |                                         |             |
| 7. | 7.  | Csak szex (The Dumpling Paradox)                         | Mark Cendrowski  | Történet: Chuck Lorre & Bill Prady Tévéjáték: Lee Aronsohn & Jennifer Glickman            | 2007. november 5. 2010. január 23.      | 9,37 millió |
| Penny egyik bulizós barátnője Nebraskából, Christy, összejön Howarddal. Christy bárkivel lefekszik, aki vásárolgat neki, és amikor ezt Howard hallja Pennytől, azonnal kihasználja a lehetőséget. Átveszik az uralmat Penny lakása felett, ezért Penny Leonardnál és Sheldonnál alszik éjszaka. Howard elmegy, ezután Penny átveszi a helyét a Halo 3 nevű játékban, ami meglepően jól megy neki, Sheldon nem kis bosszúságára, akit többször is szabálytalanul megfragel. Sheldont zavarja, hogy csak hárman vannak, mivel a Halo 3 multiplayerével játszanak, más csapatok ellen, és ehhez szükséges egy negyedik fő. Később megint elhívják Pennyt Halot játszani, aki nem fogadja el a meghívást, mivel táncolni megy. Utána elmennek Howardért, hátha van valami kis esélye, hogy otthagyja Christyt a Halo miatt. De nincs szükség rábeszélésre, mert Howard kiállhatatlan anyja és Christy (aki szintén nem egy angyal) összevesznek. |     |                                                          |                  |                                                                                           |                                         |             |
| 8. | 8.  | Indiai módra (The Grasshopper Experiment)                | Ted Wass         | Történet: Dave Goetsch & Steven Molaro Tévéjáték: Lee Aronsohn & Robert Cohen             | 2007. november 12. 2010. január 24.     | 9,32 millió |
| Raj webkamerán keresztül bemutatja szüleit Dr. és Mrs. V. M. Koothrappali-t barátainak. Raj szülei elintéznek egy randit Lalita Guptával, Raj gyerekkori barátjával, aki fogorvos lett. Azonban, mindenki óriási meglepetésére Sheldon – szándéktalanul – lecsapja a kezéről a nőt, mivel Lalita egy gyermekkorában hallott mesére emlékezteti, ami egy csodaszép indiai hercegnőről szól. Sheldon és Lalita együtt vacsoráznak, de aztán szétválnak, amit Sheldon úgy indokol, hogy minek találkoznának, amikor van már fogorvosa. |     |                                                          |                  |                                                                                           |                                         |             |
| 9. | 9.  | Elbaltázott előadás (The Cooper-Hofstadter Polarization) | Joel Murray      | Történet: Bill Prady & Stephen Engel Tévéjáték: Chuck Lorre & Lee Aronsohn & Dave Goetsch | 2008. március 17. 2010. január 30.      | 8,93 millió |
| Leonard egy levelet talál a szemetesben, amiben meghívják őt és Sheldont, hogy tartsanak előadást egy közös kutatásukról. Sheldont nem érdekli a dolog, így nem megy, és Leonardnak is megtiltja (mivel Sheldon kutatási eredményeiről van szó, így előadást tartani róluk az engedélye nélkül, meglehetősen vitatható cselekedet). Leonard szembeszáll vele, és azt mondja, elmegy egyedül. Emiatt összezördülnek, Penny próbál segíteni nekik, de csak ront a helyzeten. |     |                                                          |                  |                                                                                           |                                         |             |
| 10. | 10. | Hazugságok útvesztője (The Loobenfeld Decay)             | Mark Cendrowski  | Történet: Chuck Lorre Tévéjáték: Bill Prady & Lee Aronsohn                                | 2008. március 24. 2010. január 31.      | 8,53 millió |
| Penny szerepet kap a Rent-ben, Sheldon és Leonard meghallják, hogy borzasztóan énekel. Leonard hazudik, hogy ne kelljen elmennie az előadásra, de nem akarja megbántani. Sheldon aggódik, hogy Leonard hazugsága nem elég jó, ezért kitalál egy bonyolultabbat. Felbérel egy színészt, hogy eljátssza a nem létező drogfüggő unokatestvérét, aki meggyőzi Pennyt, hogy mindez igaz. Végül Leonardnak felvételről meg kell néznie, ahogy Penny énekel. |     |                                                          |                  |                                                                                           |                                         |             |
| 11. | 11. | Fránya nátha (The Pancake Batter Anomaly)                | Mark Cendrowski  | Történet: Chuck Lorre & Lee Aronsohn Tévéjáték: Bill Prady & Stephen Engel                | 2008. március 31. 2010. február 6.      | 8,44 millió |
| Sheldon influenzás lesz, emiatt még kibírhatatlanabbul viselkedik, mint szokott. Leonard elmenekül. Azt hazudja, hogy dolgozik, de közben a Majmok bolygója-összest nézi egy moziban Wolowitz-cal és Koothrappalival. Sheldon Pennyre marad. A moziban Howard rálép Leonard szemüvegére, aki ezért kénytelen hazamenni. Észrevétlenül szeretne belopózni a lakásba, de Penny felfedezi őt. Végül Leonard sorsába beletörődve gondoskodik a nyafogó Sheldonról. Az epizód alatt megtudjuk, hogy Sheldon felcímkézte a konyhai edényeket, azok mire használandók. Leonard utólag értesül arról, hogy némelyik edény, pl. a palacsintatészta-keverő, nem a főzésre szolgál, mivel Sheldon ágytálként használja, amikor beteg. |     |                                                          |                  |                                                                                           |                                         |             |
| 12. | 12. | A csodagyerek (The Jerusalem Duality)                    | Mark Cendrowski  | Történet: Jennifer Glickman & Stephen Engel Tévéjáték: Dave Goetsch & Steven Molaro       | 2008. április 14. 2010. február 7.      | 7,63 millió |
| Egy új, zseniális 14 éves fiú érkezik a kutatóintézetbe Észak-Koreából. Sheldon teljesen összetörik, amikor kiderül, hogy a gyerek nála fiatalabban szerezte meg tudományos fokozatát. Felhagy elméleti fizikai kutatásaival és a Nobel-békedíj elnyerését tűzi ki új célként maga elé: az arab-izraeli konfliktus megoldására új Jeruzsálem felépítését javasolja a mexikói sivatagba. Barátai segíteni szeretnének rajta, ezért összeesküvést szőnek a fiú érdekében. Apa-lánya nyílt napot rendeznek, hogy eltereljék a fiú figyelmét a tudományról. A terv sikerül: a fiú még a csajozásban is ügyesebb a főszereplőknél. Viszont hamarosan hippi lesz, és elkallódik. Sheldon barátainak bűntudata van, amikor meglátják a parkban füvező, alkoholizáló gyereket, csak Sheldonnak nincs: „Kit érdekel, gyenge volt!” |     |                                                          |                  |                                                                                           |                                         |             |
| 13. | 13. | Szellemi fölény (The Bat Jar Conjecture)                 | Mark Cendrowski  | Történet: Stephen Engel & Jennifer Glickman Tévéjáték: Bill Prady & Robert Cohen          | 2008. április 21. 2010. február 13.     | 7,39 millió |
| A fiúk egy fizikai versenyen vesznek részt. Sheldont kizárják a csapatukból, ezért úgy dönt, saját csapatot alapít, és így száll szembe a többiekkel. Sheldon helyét Leslie Winkle veszi át Leonardék csapatában. Sheldon saját csapatot szerez az egyetem takarítószemélyzetéből. A végső és döntő kérdés egy nagyon nehéz integrálegyenlet, amit senki nem tud megoldani, csak Sheldon akcentussal beszélő csapattársa, aki hazájában, Oroszországban asztrofizikus volt, de nem tudott megélni belőle. Sheldon nem hiszi, hogy bárki más okosabb lehet nála, ezért azt kéri a bírától (Dr. Gablehouser), hogy hagyja figyelmen kívül a választ, azonban a válasz jó volt. A versenyt így Leonard és csapata, a P. M. S. nyeri (Perpeetum Mobile Sereg, szójáték a premenstruációs szindróma rövidítésével való összecsengésre). |     |                                                          |                  |                                                                                           |                                         |             |
| 14. | 14. | Az időgép (The Nerdvana Annihilation)                    | Mark Cendrowski  | Történet: Bill Prady Tévéjáték: Stephen Engel & Steven Molaro                             | 2008. április 28. 2010. február 20.     | 8,07 millió |
| A neten Leonard vesz egy „időgépet”, egy díszletet az 1960-as The Time Machine filmből („Az időgép”), azt hiszik, az egy miniatűr változat, de kiderül, hogy valós méretű. |     |                                                          |                  |                                                                                           |                                         |             |
| 15. | 15. | Az ikertesók (The Pork Chop Indeterminacy)               | Mark Cendrowski  | Történet: Chuck Lorre Tévéjáték: Lee Aronsohn & Bill Prady                                | 2008. május 5. 2010. február 27.        | 7,38 millió |
| A többiek megdöbbenésére Sheldon bemutatja a vonzó ikertestvérét, Missy-t. A fiúk megpróbálnak ráhajtani Missy-re, akit végül Penny ment meg. Raj gyógyszeres kezelést vállal, hogy beszélni tudjon Missy-vel, de amint elmúlik a gyógyszer hatása, Raj megint elnémul. Leonard bebeszéli Sheldonnak, hogy Missy bátyjaként joga van eldönteni, kivel fekszik le a húga. Sheldon nem képes barátait megakadályozni abban, hogy udvaroljanak Missynek (Sheldon ugyanis egyiküket sem tartja szóba jövő partnernek), de erre nincs is szükség, mert Missy lekoptatja őket, végül pedig ágyékon rúgja az bátyját, amikor megtudja, hogy beleszólt a magánéletébe. |     |                                                          |                  |                                                                                           |                                         |             |
| 16. | 16. | Mogyorós csoki (The Peanut Reaction)                     | Mark Cendrowski  | Történet: Bill Prady & Lee Aronsohn Tévéjáték: Dave Goetsch & Steven Molaro               | 2008. május 12. 2010. március 6.        | 7,79 millió |
| Penny megtudja, hogy Leonard-nek még soha sem volt születésnapi bulija, ezért úgy dönt, rendez neki egyet. Leonard születésnapján kiderül, hogy Sheldon nem vett neki ajándékot, ezért Penny-vel elmennek venni valamit egy elektronikai boltba, ahol a vevők Sheldonhoz fordulnak vásárlási tanácsokért. Közben Howard próbálja távol tartani Leonard-öt a buli helyszínétől, és ezért még az allergiáját is kihasználja, mogyorós csokit eszik, amitől ödémás lesz, így Leonardnek kórházba kell vinnie. Penny hálából megígéri, hogy összehozza Howard-ot egy barátnőjével (ezt később meg is teszi). Így Leonard lemarad a saját születésnapi bulijáról, de videón megmutatják neki, hogy jó volt a hangulat. |     |                                                          |                  |                                                                                           |                                         |             |
| 17. | 17. | A mandarinos csirke (The Tangerine Factor)               | Mark Cendrowski  | Történet: Chuck Lorre & Bill Prady Tévéjáték: Lee Aronsohn & Steven Molaro                | 2008. május 19. 2010. március 20.       | 7,34 millió |
| Penny dobja a fiúját, amiért a szexuális életükről részletesen írt a blogján. Leonard randira hívja Penny-t, de mindketten félnek, hogy a randi elronthatja a barátságukat, ezért Sheldontól kérnek tanácsot, aki a Schrödinger macskája gondolatkísérletet használva magyarázza el, hogy jó és rossz kimenetele is lehet a randijuknak. Közben Sheldon mandarin nyelven tanul, hogy reklamálhasson egy kínai étteremben, de teljesen mást mond, mint amit szeretne. |     |                                                          |                  |                                                                                           |                                         |             |

## 2. évad (2008-2009)
| Sor. | Év. | Cím                                                      | Rendező         | Író                                                                                  | Premier                                | Nézettség    |
| --- | --- | -------------------------------------------------------- | --------------- | ------------------------------------------------------------------------------------ | -------------------------------------- | ------------ |
| 18. | 1.  | Elbaltázott randi (The Bad Fish Paradigm)                | Mark Cendrowski | Történet: Bill Prady Tévéjáték: Dave Goetsch & Steven Molaro                         | 2008. szeptember 22. 2010. március 27. | 9,32 millió  |
| Penny és Leonard randiznak, Howard és Raj pedig kémkedik utánuk. Penny elmondja Leonardnak, hogy szerinte lassítaniuk kellene. Sheldon megtudja Pennytől, hogy nem végzett főiskolát. A lány megkéri, tartsa ezt titokban, mert szégyelli, hogy butának tűnik a szuperintelligens Leonard mellett, de mivel Sheldon nem tud frappánsan hazudni, inkább elköltözik Rajhoz. Leonard megtudja, Penny azt mondja, azért hazudott, mert félt, hogy nem lesz elég okos hozzá. |     |                                                          |                 |                                                                                      |                                        |              |
| 19. | 2.  | A gyertyatartó (The Codpiece Topology)                   | Mark Cendrowski | Történet: Chuck Lorre Tévéjáték: Bill Prady & Lee Aronsohn                           | 2008. szeptember 29. 2010. április 3.  | 8,60 millió  |
| Leonard, miután meglátja Penny-t az új fiújával, úgy dönt, hogy felmelegíti kapcsolatát Leslie Winkle-lel. Sheldon nemtetszését fejezi ki Penny-nek arról, hogy Leonard az ellenségével jár, majd Penny tanácsára jóváhagyja a kapcsolatukat. Ezek után Leslie és Sheldon vitázni kezd a hurok kvantumgravitációról, melyben Leslie azt várja, hogy Leonard őt támogassa, de ő Sheldon pártjára áll, ezért Leslie szakít vele. |     |                                                          |                 |                                                                                      |                                        |              |
| 20. | 3.  | Virtuális élet (The Barbarian Sublimation)               | Mark Cendrowski | Történet: Nicole Lorre Tévéjáték: Steven Molaro & Eric Kaplan                        | 2008. október 6. 2010. április 10.     | 9,39 millió  |
| Sheldon Age of Conan-t játszik online, amikor Penny megzavarja őt, mert kizárta magát a lakásából. Sheldon behívja őt a lakásba, hogy ott várjon a lakatosra, és eközben Penny-t érdekelni kezdi a játék, amivel Sheldon játszik és hamar a függőjévé válik. Sheldon próbálja visszazökkenteni Penny-t azzal, hogy interneten keres számára partnert. Végül Penny leáll a játékkal, miután rájön, hogy belement egy virtuális randiba Howarddal. |     |                                                          |                 |                                                                                      |                                        |              |
| 21. | 4.  | A hírnév ára (The Griffin Equivalency)                   | Mark Cendrowski | Történet: Bill Prady & Chuck Lorre Tévéjáték: Stephen Engel & Tim Doyle              | 2008. október 13. 2010. április 17.    | 9,34 millió  |
| Raj bekerült a People magazinba egyik felfedezése miatt, ezzel irigységet keltve a többiekben. Raj-nak gyorsan a fejébe száll a hírnév, munkahelyén kiemelt bánásmódban részesül és Penny-t is meghívja a People magazin fogadására, ami után ittas állapotban a barátnőjeként mutatja be Penny-t a szüleinek. Másnap Raj egy cetlin próbál bocsánatot kérni a történtekért, de Penny kikényszerít belőle egy alig hallható bocsánatkérést. |     |                                                          |                 |                                                                                      |                                        |              |
| 22. | 5.  | A vitatkozás nagymestere (The Euclid Alternative)        | Mark Cendrowski | Történet: Bill Prady & Steven Molaro Tévéjáték: Lee Aronsohn & Dave Goetsch          | 2008. október 20. 2010. április 24.    | 9,33 millió  |
| Leonard éjszaka dolgozik egy kísérleten, ezért nem tudja Sheldont reggelente dolgozni vinni, ezért más közlekedési módot kell találnia. A többiek nem hajlandók Sheldont fuvarozni az idegesítő természete miatt, inkább azt javasolják, tanuljon meg vezetni. Sheldon a nappaliban gyakorol egy szimulátoron, nem sok sikerrel. Később úgy dönt, az irodájába költözik, hogy ne kelljen utaznia. Végül Leonard bevallja, hogy már egy hete végzett az éjszakai kísérlettel. |     |                                                          |                 |                                                                                      |                                        |              |
| 23. | 6.  | Rajongók kíméljenek (The Cooper–Nowitzki Theorem)        | Mark Cendrowski | Történet: Stephen Engel & Daley Haggar Tévéjáték: Tim Doyle & Richard Rosenstock     | 2008. november 3. 2010. május 1.       | 9,67 millió  |
| Leonard és Sheldon előadása után egy végzős diák, Ramona Nowitzki megszállottja lesz Sheldonnak és befurakszik az életébe, mint barátnő és asszisztens. A lány hasznosnak bizonyul Sheldon munkájában, de az nem tetszik neki, hogy megvonja tőle a szórakozást. Később Sheldon rájön, hogy egyfajta kapcsolat van közte és Ramona között, ezért segítséget kér Penny-től és Leonard-től, hogy megszabaduljon tőle - sikertelenül. Végül akkor dobja Sheldon a lányt, amikor az osztozni akar Sheldon kutatásában elért eredményén. |     |                                                          |                 |                                                                                      |                                        |              |
| 24. | 7.  | Ha harc, hát legyen harc (The Panty Piñata Polarization) | Mark Cendrowski | Történet: Bill Prady & Tim Doyle Tévéjáték: Jennifer Glickman & Steven Molaro        | 2008. november 10. 2010. május 8.      | 10,01 millió |
| Amikor Penny kábeltévéje leromlik, a fiúkhoz kezd átjárni Topmodell leszek!-ek nézni. Sheldon kitiltja Pennyt a lakásukból sorozatos szabályszegés miatt, emiatt harc alakul ki köztük. Leonard úgy dönt, segít Penny-nek és odaadja neki Sheldon anyjának telefonszámát. Ezután Sheldont bocsánatkérésre kényszeríti az anyja. Eközben Howard és Raj megtalálja a következő Topmodell leszek! ház helyszínét kémrepülők és műholdak segítségével, ahová kábelszerelőként állítanak be. |     |                                                          |                 |                                                                                      |                                        |              |
| 25. | 8.  | Fogd a nőt, és fuss! (The Lizard–Spock Expansion)        | Mark Cendrowski | Történet: Bill Prady Tévéjáték: Dave Goetsch & Jennifer Glickman                     | 2008. november 17. 2010. május 15.     | 9,76 millió  |
| Howard úgy gondolja, megtalálta lelki társát Dr. Stephanie Barnett személyében, akit meghív egy titkos létesítménybe, hogy irányítsa a marsjárót, de rosszul sül el a dolog, mert a marsjáró elakad egy árokban. Később Leonard elmegy Howardhoz, hogy elmondja, járni kezdett Stephanie-val, de a lány egy telefonhívással megelőzi. Howard nagyon dühös lesz Leonard-re, de csak addig, amíg Stephanie meg nem hívja hozzá egy barátnőjét, hogy duplarandira mehessenek. |     |                                                          |                 |                                                                                      |                                        |              |
| 26. | 9.  | Egy igazi férfi (The White Asparagus Triangulation)      | Mark Cendrowski | Történet: Dave Goetsch & Steven Molaro Tévéjáték: Stephen Engel & Richard Rosenstock | 2008. november 24. 2010. május 22.     | 10,03 millió |
| Sheldon Dr. Stephanie Barnettet tartja Leonard eddigi legtolerálhatóbb barátnőjének, ezért próbál a kapcsolatukban segíteni, mert szerinte máskülönben Leonard elrontaná. Követi őket szinte mindenhová és próbálja jó színben feltüntetni Leonard-öt. Később Sheldon megváltoztatja Leonard állapotát a Facebook-on "kapcsolatban"-ra, Leonard emiatt aggódni kezd, de kiderül, hogy Stephanie is megváltoztatta az övét. Sheldon győzelmet hirdet önmagának. |     |                                                          |                 |                                                                                      |                                        |              |
| 27. | 10. | Szakíts, ha tudsz (The Vartabedian Conundrum)            | Mark Cendrowski | Történet: Chuck Lorre & Steven Molaro Tévéjáték: Bill Prady & Richard Rosenstock     | 2008. december 8. 2010. május 29.      | 10,50 millió |
| Stephanie odaköltözik Leonard-hoz, bár Leonard ezt nem ismeri el. Sheldon állandó csengésre panaszkodik a fülében, ezért megvizsgáltatja magát Stephanie-val. Amikor Penny felbukkan a fiúk lakásán, kiderül, hogy róla még senki sem szólt Stephanie-nak. Leonard rájön, hogy a kapcsolatuk Stephanie-val túl gyors, ezért próbálja rávenni, hogy költözzön ki. Habár a szakításukat nem mutatják, Stephanie több epizódban már nem szerepel. |     |                                                          |                 |                                                                                      |                                        |              |
| 28. | 11. | A rivális (The Bath Item Gift Hypothesis)                | Mark Cendrowski | Történet: Bill Prady & Richard Rosenstock Tévéjáték: Stephen Engel & Eric Kaplan     | 2008. december 15. 2010. június 5.     | 11,22 millió |
| Leonard találkozik egy vendég kutatóval, Dr. David Underhillel, akire irigy a külső adottságai miatt, de ettől még segít neki a kutatásában. Dr. Underhill megismeri, majd járni kezd Penny-vel, aki később szakít vele, mert kiderül, hogy már házas. Sheldon úgy dönt, több fürdőszobai termékekkel teli kosarat vesz Penny-nek karácsonyra, hogy egyenértékben tudja viszonozni Penny ajándékát. Végül egy Leonard Nimoy által használt és aláírt szalvétát kap Penny-től, amiért minden kosarat nekiad. |     |                                                          |                 |                                                                                      |                                        |              |
| 29. | 12. | Robotpárbaj (The Killer Robot Instability)               | Mark Cendrowski | Történet: Bill Prady & Richard Rosenstock Tévéjáték: Steven Molaro & Daley Haggar    | 2009. január 12. 2010. június 12.      | 11,81 millió |
| Howard feldühíti Penny-t, és emiatt ő durva dolgokat szól vissza, ettől Howard depressziós lesz, ezzel a többiek elvesztik a legfontosabb csapattagjukat a közelgő harcos-robot versenyben. Leonard azzal próbálja Howard-ot visszaszerezni a csapatukba, hogy elküldi hozzá Penny-t bocsánatot kérni. Howard beszélgetése Penny-vel azzal végződik, hogy megpróbálja megcsókolni őt, de Penny ettől ismét dühös lesz, és behúz neki egyet. Innentől Howard újra a régi. |     |                                                          |                 |                                                                                      |                                        |              |
| 30. | 13. | A barátkozás módszertana (The Friendship Algorithm)      | Mark Cendrowski | Történet: Bill Prady & Richard Rosenstock Tévéjáték: Chuck Lorre & Steven Molaro     | 2009. január 19. 2010. június 19.      | 11,03 millió |
| Sheldon megtudja, hogy a meglehetősen kiállhatatlan természetű Barry Kripke használhatja az Open Science Grid számítógépet, ezért össze akar vele barátkozni, hogy hozzáférjen a géphez, de nem igazán érti, hogyan kell barátkozni. Egy gyerekkönyvből vett segítség alapján falat mászni megy Kripke-vel, noha a tériszonya miatt állandóan elájul; majd otthon megszabadul Raj-tól, mint baráttól, hogy helyet csináljon Kripke-nek. Amikor megtudja, hogy nincs joga Kripke-nek megszabni, ki használhatja a gépet, azonnal kirúgja az óriási nehézségek árán szerzett újdonsült „barátot”, és visszaveszi Raj-t. |     |                                                          |                 |                                                                                      |                                        |              |
| 31. | 14. | Anyagi zűrök (The Financial Permeability)                | Mark Cendrowski | Történet: Chuck Lorre & Steven Molaro Tévéjáték: Richard Rosenstock & Eric Kaplan    | 2009. február 2. 2010. június 26.      | 10,84 millió |
| Penny-nek pénzügyi nehézségei vannak, ezért Sheldon pénzt kölcsönöz neki. Sheldont nem igazán érdekli, mikor kapja vissza a pénzt, Penny viszont idegesen kezd viselkedni és ingerülten reagál mindenre, ami a pénzügyi gondjaival kapcsolatos. Leonard megtudja, hogy Penny-nek pénzzel tartozik a volt fiúja, Kurt, ezért a fiúkkal elmennek hozzá, hogy visszakérjék az 1800 dollárt, de nem járnak sikerrel. Nem sokkal később Kurt visszafizeti Penny-nek a pénzt és újra összejön vele. |     |                                                          |                 |                                                                                      |                                        |              |
| 32. | 15. | Anya csak egy van (The Maternal Capacitance)             | Mark Cendrowski | Történet: Chuck Lorre & Bill Prady Tévéjáték: Richard Rosenstock & Steven Molaro     | 2009. február 9. 2010. július 3.       | 12,72 millió |
| Leonard aggódni kezd, amikor megtudja, hogy anyja, Dr. Beverly Hofstadter, a sikeres pszichológus és neurológus látogatóba érkezik hozzájuk. Érkezéskor találkozik Penny-vel, aki mire felérnek a lakás ajtajához, már zokog a felkavart gyerekkori gondjai miatt. Sheldon rögtön jó kapcsolatot alakít ki Leonard anyjával, aki hasonló analitikus gondolkodású, mint ő. Beverly a körülményeik alapján megállapítja, hogy Howard és Raj rejtett homoszexuális kapcsolatban élnek. |     |                                                          |                 |                                                                                      |                                        |              |
| 33. | 16. | Hol a párna? (The Cushion Saturation)                    | Mark Cendrowski | Történet: Chuck Lorre Tévéjáték: Bill Prady & Lee Aronsohn                           | 2009. március 2. 2010. július 10.      | 10,83 millió |
| Penny véletlenül rálő Sheldon kanapéjának párnájára egy paintball puskával, és nem tudják lemosni a festéket. Sheldon amikor ezt megtudja, kiborul. Közben Howard járni kezd Leslie-vel Leonard volt barátnőjével, majd elfogadja, hogy ő csak szexuális játékszer a kapcsolatukban. Végül Sheldon még mindig elégedetlen a kitisztított párnájával, ezért szándékosan kilövi Penny-t a saját csapatából a következő paintball játék során. |     |                                                          |                 |                                                                                      |                                        |              |
| 34. | 17. | Csajozós trükkök (The Terminator Decoupling)             | Mark Cendrowski | Történet: Bill Prady & Dave Goetsch Tévéjáték: Tim Doyle & Stephen Engel             | 2009. március 9. 2010. július 17.      | 9,47 millió  |
| A fiúk vonattal utaznak San Franciscó-ba, egy konferenciára, az utazás még izgalmasabbá válik amikor megtudják, hogy Summer Glau, a Terminátor – Sarah Connor krónikái sztárja is velük utazik. Rövidesen Raj, Howard és végül Leonard is megkörnyékezi a színésznőt. Eközben Sheldon rádöbben, hogy otthon hagyta a pendrive-ját, rajta a tanulmányával amit a konferencia vendégének, Dr. Smoot-nak akart megmutatni, ezért megkéri Penny-t, hogy küldje el neki e-mail-ben. |     |                                                          |                 |                                                                                      |                                        |              |
| 35. | 18. | Az üzlet az üzlet (The Work Song Nanocluster)            | Peter Chakos    | Történet: Bill Prady & Lee Aronsohn Tévéjáték: Dave Goetsch & Richard Rosenstock     | 2009. március 16. 2010. július 24.     | 9,69 millió  |
| Penny kitalál egy házi készítésű hajcsatot (Penny-virág), amiből jövedelmező otthoni munkát remél. A fiúk segítenek neki a hatékonyabb készítésben és a marketingben. Leonard elkészíti a weboldalt és rögtön érkezik is egy ezer darabra szóló rendelés. A kezdeti öröm után rájönnek, hogy Leonard mellékelt egy egynapos szállítás opciót is a weboldalon, így egész éjjel dolgozniuk kell. Másnap reggel azt veszik észre, hogy ugyanonnan még egyszer ezer darabot rendeltek, ezért mindenki felmond. |     |                                                          |                 |                                                                                      |                                        |              |
| 36. | 19. | Új bige a házban (The Dead Hooker Juxtaposition)         | Mark Cendrowski | Steven Molaro                                                                        | 2009. március 30. 2010. július 31.     | 9,74 millió  |
| Leonard és Sheldon lakása fölé új lakó költözik, egy vonzó szőke lány, Alicia. Ő is színésznő, mint Penny, csak sikeresebb. A fiúkat persze elbűvöli Alicia és bármit megtesznek neki. Penny féltékeny lesz, mivel rájön, hogy már nem idegesítő és ijesztően okos kocka szomszédoknak tekinti őket, hanem kissé furcsa, de nélkülözhetetlen barátainak. Próbálja visszaszerezni a fiúk figyelmét, kínait visz nekik, felajánlja, hogy Csillagközi rombolót néz velük, és még egy kvantumfizikai viccet is megtanul. Később Aliciával összekapnak, Penny szerez egy monoklit, de végül visszakapja a fiúkat. |     |                                                          |                 |                                                                                      |                                        |              |
| 37. | 20. | Hihetetlen de igaz (The Hofstadter Isotope)              | Mark Cendrowski | Dave Goetsch                                                                         | 2009. április 13. 2010. augusztus 7.   | 10,06 millió |
| Penny ajándékot keres az unokaöccse születésnapjára, ezért a fiúkkal tart a képregényboltba. Ott megismeri a bolt tulajdonosát, Stuart-ot, aki elhívja őt egy randira. A randi jól sikerül, de megzavarja őket Sheldon, aki vitázni kezd arról, hogy kinek kellene lennie Batman utódjának. Sheldon nyeri a vitát, amikor Stuart bejelenti, hogy fáradt és mennie kell, csak ekkor veszik észre, hogy Penny elaludt az unalomtól. |     |                                                          |                 |                                                                                      |                                        |              |
| 38. | 21. | Vegasi buli (The Vegas Renormalization)                  | Mark Cendrowski | Történet: Jessica Ambrosetti & Nicole Lorre & Andrew Roth Tévéjáték: Steven Molaro   | 2009. április 27. 2010. augusztus 14.  | 9,24 millió  |
| Leslie Winkle véget vet kapcsolatának Howarddal, aki ettől teljesen maga alatt lesz. Leonard és Raj úgy döntenek, hogy elviszik őt Las Vegas-ba, hogy felvidítsák. Sheldon nem hajlandó menni, ezért otthon marad. Vegasban egy prostituált megkörnyékezi Raj-t, de úgy döntenek Leonard-del, hogy befizetik hozzá Howardot. Howard hamar rájön, hogy Mikaela prostituált, de ennek ellenére megköszöni az alkalmat Leonard-nek és Raj-nak. Közben Sheldon kizárja magát a lakásból, így kénytelen Penny-nél tölteni az éjszakát. |     |                                                          |                 |                                                                                      |                                        |              |
| 39. | 22. | Zűr az űrben (The Classified Materials Turbulence)       | Mark Cendrowski | Történet: Chuck Lorre & Lee Aronsohn Tévéjáték: Bill Prady & Steven Molaro           | 2009. május 4. 2010. augusztus 21.     | 9,25 millió  |
| Howard legújabb találmányát, egy űr-WC-t a Nemzetközi Űrállomáson fogják használni, ezen alkalomból minden barátjának új képregényt vesz. A képregényboltban Stuart tanácsot kér Leonard-tól a második randijára Penny-vel, de Leonard féltékenységből tudatosan rossz tanácsokat ad neki. Másnap Leonard bocsánatot akar kérni, de Stuart elárulja, hogy a randi jól ment addig, amíg el nem kezdtek csókolózni és Penny „Leonard”-nek hívta őt. Közben Howard rájön, hogy hibázott és a WC el fog romlani, és többiekkel próbálják megtalálni a javítás módját, ami nem könnyű, mert egy súlytalanság állapotában végzett, minimális szerszámkészlettel való (és űrben elvégezhető) javítási folyamatot kell szimulálniuk. |     |                                                          |                 |                                                                                      |                                        |              |
| 40. | 23. | Irány az Északi-sark! (The Monopolar Expedition)         | Mark Cendrowski | Eric Kaplan & Richard Rosenstock                                                     | 2009. május 11. 2010. augusztus 28.    | 9,76 millió  |
| Sheldon részvételt nyer egy három hónapos Északi-sarki expedícióra, hogy bizonyítsa a húrelméletet. Sheldon úgy dönt, hogy elmegy, és szeretné, ha Leonard, Howard és Raj is vele tartanának (mert nem akar más munkatársat választani). Bár eleinte vonakodnak attól, hogy három hónapot töltsenek együtt Sheldonnal, végül beleegyeznek. Penny nyugtalan lesz, amikor megtudja, hogy Leonard is megy. Elmondja, hogy hiányozni fog, és egy nagy ölelést ad neki. Az indulás reggelén Leonard megkérdezi Penny-t az ölelésről, de Penny nem fedi fel valós érzelmeit. A csapat hamar berendezkedik. Howard felveti Raj-nak Sheldon megölésének ötletét egy számszeríjjal.                                                   |     |                                                          |                 |                                                                                      |                                        |              |

## 3. évad (2009-2010)
| Sor. | Év. | Cím                                                                        | Rendező         | Író | Premier                                | Nézettség    |
| --- | --- | -------------------------------------------------------------------------- | --------------- | --- | -------------------------------------- | ------------ |
| 41. | 1.  | Az elektromos konzervnyitó vallomása (The Electric Can Opener Fluctuation) | Mark Cendrowski | Steven Molaro | 2009. szeptember 21. 2012. április 13. | 12,96 millió |
| Az Északi-sarkról hazaérve Sheldon megtudja, hogy Howard és Raj meghamisították a kísérletet, mert Sheldon elviselhetetlen volt, amikor nem a várt eredményeket kapta. Sajnos Sheldon már írt a Caltech egyetemre és bejelentette a húrelmélet sikeres bizonyítását, amiért már a zsebében érezte a fizikai Nobel-díjat. A szégyen miatt felmond az egyetemen, és az anyjához költözik, akivel az őt visszatérésre csábító barátai szeme előtt hamar összeveszik (anyja kreacionista, Sheldon pedig evolucionista) és visszaköltözik Kaliforniába. Mint kiderül, ez a veszekedés is arról szólt, milyen jól ismerik az anyák a fiaikat, és csak jót akarnak nekik. Eközben Leonard és Penny kapcsolata sok viszontagság után révbe ér, az együttlét után azonban mindketten kínosan érzik magukat. |     |                                                                            |                 | |                                        |              |
| 42. | 2.  | Tücsök és bogár (The Jiminy Conjecture)                                    | Mark Cendrowski | Jim Reynolds | 2009. szeptember 28. 2012. április 13. | 13,27 millió |
| Leonard és Penny kapcsolata változásokon megy keresztül. Kellemetlenül érzik magukat a történtek miatt, nem tudnak felengedni egymás társaságában ezért sokat isznak a következő randijukon. Mivel ez sem működik, úgy döntenek, ismét csak barátok lesznek. Amint ezt kimondták, mindketten meggondolják magukat, és ismét adnak egy esélyt a kapcsolatnak. Sheldon és Howard a legértékesebb képregényeikkel fogadnak egy tücsök faját (mezei vs. pirregő) illetően. Végül beviszik a tücsköt az egyetem rovarszakértőjéhez, aki Howard javára dönt, így Sheldon elveszti banki széfben őrzött egyik képregényét. |     |                                                                            |                 | |                                        |              |
| 43. | 3.  | Csajozós este (The Gothowitz Deviation)                                    | Mark Cendrowski | Történet: Lee Aronsohn & Richard Rosenstock Tévéjáték: Bill Prady & Maria Ferrari                                                             | 2009. október 5. 2012. április 20.     | 12,52 millió |
| Sheldon a kísérleti patkányok mintájára azzal próbálja fejleszteni Penny-t, hogy az általa helyesnek ítélt viselkedésért csokoládéval jutalmazza. Howard és Raj gót-klubba mennek, ahol két lánnyal találkoznak, akik meghívására egy tetoválónál kötnek ki, ahol beismerik, hogy nem gótok és inkább lemondanak a lányokról, mint hogy ténylegesen tetováltassák magukat. |     |                                                                            |                 | |                                        |              |
| 44. | 4.  | A főnökök főnöke (The Pirate Solution)                                     | Mark Cendrowski | Steve Holland | 2009. október 12. 2012. április 20.    | 13,07 millió |
| Raj-nak új munkát kell találnia, különben visszaküldik Indiába. Vonakodva, de elfogadja Sheldon ajánlatát, miszerint mostantól neki fog dolgozni. Raj nélkül Howard magányos lesz és több időt tölt Leonard-del és Penny-vel, akik viszont kettesben szeretnének lenni, bár sajnálják elküldeni Howardot. |     |                                                                            |                 | |                                        |              |
| 45. | 5.  | A barátnőm barátnője (The Creepy Candy Coating Corollary)                  | Mark Cendrowski | Történet: Chuck Lorre & Bill Prady Tévéjáték: Lee Aronsohn & Steven Molaro                                                                    | 2009. október 19. 2012. április 27.    | 13,47 millió |
| Sheldon benevez egy gyüjthető kártya versenyre, ahol megtudja, hogy Will Wheaton – akire nagyon haragszik, mert 10 órát buszozott azért, hogy Wheaton aláírását megszerezze egy sci-fi rendezvényen, de ő nem ment el – is részt vett a versenyen. Az utolsó játszmában Sheldon és Raj játszik Will Wheaton és Stuart ellen, amiben Wheaton úgy győzi le Sheldont, hogy csalással elhiheti vele, hogy a nagyanyja temetése miatt hagyta ki a rendezvényt. Mindeközben Leonard - hogy teljesítse megállapodását Howarddal, miszerint ha az egyikük összejön egy nővel, akkor a másikat összehozza a barátnő egy barátnőjével. - felhozza azt szeretkezés után Penny-nek, hogy nincs e egy barátnője akit összehozhatnának Howarddal. Végül elmennek egy dupla randira Penny egyik kollégájával, a mikrobiológiát hallgató Bernadette-tel. Viszont úgy tűnik hogy semmi közös nincs bennük, csak az, hogy mindkettőjüknek az anyja erősen rájuk telepszik. |     |                                                                            |                 | |                                        |              |
| 46. | 6.  | Az a fránya foci! (The Cornhusker Vortex)                                  | Mark Cendrowski | Történet: Bill Prady & Steven Molaro Tévéjáték: Dave Goetsch & Richard Rosenstock                                                             | 2009. november 2. 2012. április 27.    | 12,73 millió |
| Sheldon a gyerekkorában Texasban untig megismert amerikai futball szabályait tanítja Leonardnek, hogy be tudjon illeszkedni Penny barátai közé, de a beilleszkedés nem jár sikerrel, mert Leonard túl gyakran idézi a szabályokat. Ezalatt Raj elveszít egy papírsárkány harcot Sheldonnal szemben, mert Howard otthagyja őt a legfontosabb pillanatban egy előttük elsétáló lány miatt. |     |                                                                            |                 | |                                        |              |
| 47. | 7.  | Békéltető tárgyalás (The Guitarist Amplification)                          | Mark Cendrowski | Történet: Chuck Lorre & Lee Aronsohn Tévéjáték: Bill Prady & Richard Rosenstock & Jim Reynolds                                                | 2009. november 9. 2012. május 4.       | 12,80 millió |
| Penny meghív magához egy gitárost, egyik volt szerelmét anélkül, hogy előbb szólna Leonard-nak, aki emiatt dühös lesz. Leonard és Penny vitája kellemetlenül érinti Sheldont, így kiderül, hogy a szülei sokat veszekedtek, mikor gyerek volt, ezért képtelen veszekedést hallani, mindenféle kényszercselekvést végez ilyenkor. Ezalatt a többiek is veszekedni kezdenek egymással és szüleikkel. Sheldon megpróbálja rávenni Pennyt, hogy kérjen bocsánatot Leonard-től, hogy ne kelljen veszekedést hallgatnia. |     |                                                                            |                 | |                                        |              |
| 48. | 8.  | Gyanús süti (The Adhesive Duck Deficiency)                                 | Mark Cendrowski | Történet: Chuck Lorre & Bill Prady & Dave Goetsch Tévéjáték: Steven Molaro & Eric Kaplan & Maria Ferrari                                      | 2009. november 16. 2012. május 4.      | 13,23 millió |
| Leonard, Raj és Howard kempingezni mennek, hogy lássanak egy meteorzáport, de mindhárman kikészülnek a közeli kempingezőktől kapott "varázs"-sütiktől. Otthon Penny megcsúszik a zuhany alatt és kificamítja vállát, Sheldonnak kell őt kórházba vinnie. A kórházba vezető út lassú és Penny számára nagyon idegesítő, mivel Sheldon (amint ez egy előző epizódból kiderült) genetikailag képtelen volt megtanulni autót vezetni. |     |                                                                            |                 | |                                        |              |
| 49. | 9.  | A bosszú képlete (The Vengeance Formulation)                               | Mark Cendrowski | Történet: Chuck Lorre & Maria Ferrari Tévéjáték: Richard Rosenstock & Jim Reynolds & Steve Holland                                            | 2009. november 23. 2012. május 11.     | 14,13 millió |
| Miután Howard új barátnője, Bernadette megkérdezi, hogy merre tart a kapcsolatuk, Howard egy hétig kerüli őt, hogy dönteni tudjon a kérdést illetőleg. Közben Kripke kínos helyzetbe hozza Sheldont, akinek a szobájába héliumot fecskendezve elvékonyítja a hangját, amikor egy rádióműsorban beszél. Ezek után Leonard és Raj meggyőzi Sheldont, hogy vissza kell vágnia. A visszavágás, ami egy exoterm reakció okozta habfürdőből áll Kripke számára, nagyon jól sikerül. Sajnos, amikor a bosszú megtörténik, az egyetem vezetősége és egy fontos (pénzt jelentő) küldöttség tárgyal a szobában, akik egy Sheldon által rögzített kárörvendő videoüzenetből azonnal értesülnek az elkövető (Sheldon), és az ötletgazdák (Raj és Leonard) kilétéről. |     |                                                                            |                 | |                                        |              |
| 50. | 10. | A nők és a fizika?! (The Gorilla Experiment)                               | Mark Cendrowski | Történet: Chuck Lorre & Richard Rosenstock & Steve Holland Tévéjáték: Bill Prady & Steven Molaro & Maria Ferrari                              | 2009. december 7. 2012. május 11.      | 14,38 millió |
| Bernadette érdeklődik Leonard munkája iránt, ezért ő meghívja a laborjába. Howard emiatt féltékeny lesz, ezért Leonard szól Bernadette-nek, hogy jobb lenne, ha nem találkoznának, ebből vita alakul ki Howard és Bernadette közt. Közben Bernadette érdeklődésétől Penny is féltékeny lesz, hogy ő nem ért annyira fizikához, hogy beszélni tudjon Leonard-del a munkájáról, ezért megkéri Sheldont, hogy tanítson neki fizikát. Sheldon azonban nem épp pedagógiai érzékéről híres. |     |                                                                            |                 | |                                        |              |
| 51. | 11. | Ittas anyósjelölt (The Maternal Congruence)                                | Mark Cendrowski | Történet: Lee Aronsohn & Steven Molaro & Richard Rosenstock & Maria Ferrari Tévéjáték: Chuck Lorre & Bill Prady & Dave Goetsch                | 2009. december 14. 2012. május 18.     | 15,58 millió |
| Leonard anyja, Dr. Beverly Hofstadter érkezik látogatóba, aminek inkább Sheldon örül jobban. Leonard megtudja, hogy Sheldon jobban ismeri az anyját, és a családban történt eseményeket, mint ő maga. Még azt is Sheldon után tudja meg, hogy szülei elválnak. Később Penny meghívja Beverly-t inni, és mikor visszaérnek, a legjobb barátnők lesznek, és Beverly részegen megcsókolja Sheldont. |     |                                                                            |                 | |                                        |              |
| 52. | 12. | Édes négyes (The Psychic Vortex)                                           | Mark Cendrowski | Történet: Lee Aronsohn & Steven Molaro Tévéjáték: Chuck Lorre & Eric Kaplan & Jim Reynolds                                                    | 2010. január 11. 2012. május 18.       | 15,82 millió |
| Raj Stan Lee aláírásával ellátott Hulk öklök ajándékozásával ráveszi Sheldont, hogy menjenek el egy egyetemi bulira, ahol megismerkednek két lánnyal, akikkel Sheldon lakásán Rock Band-et játszanak, és az éjszakát is ott töltik (de Sheldon külön szobában alszik). Ezalatt Leonard és Howard egy duplarandira viszik Penny-t és Bernadette-et. Leonard kineveti, hogy Penny jósnőhöz jár, ezért Penny megsértődik. Később Howard tanácsára bocsánatot kér. |     |                                                                            |                 | |                                        |              |
| 53. | 13. | A csapda visszavág (The Bozeman Reaction)                                  | Mark Cendrowski | Történet: Bill Prady & Lee Aronsohn & Jim Reynolds Tévéjáték: Chuck Lorre & Steven Molaro & Steve Holland                                     | 2010. január 18. 2012. május 25.       | 15,05 millió |
| Leonard és Sheldon lakását kirabolják, ezért Howard segítségét kérik a legjobb biztonsági rendszer létrehozásában. Sheldont később elfogja a rendszer, ezért úgy dönt, elköltözik egy biztonságosabb helyre. A Montana állambeli Bozeman mellett dönt, de amint megérkezik, máris kirabolják, így visszamegy Pasadénába. |     |                                                                            |                 | |                                        |              |
| 54. | 14. | A pláza Einsteinje (The Einstein Approximation)                            | Mark Cendrowski | Történet: Lee Aronsohn & Dave Goetsch & Steve Holland Tévéjáték: Chuck Lorre & Steven Molaro & Eric Kaplan                                    | 2010. február 1. 2012. május 25.       | 15,51 millió |
| Sheldon egész éjjel fennmarad, hogy választ találjon egy fizikai problémára, aminek a megszállottjává válik. Úgy dönt, alantas munkát kell végeznie, mert Einstein is akkor találta ki a relativitáselméletet, amikor a szabadalmi hivatalban dolgozott. Végül Penny mellett kezd dolgozni pincérként, fizetés nélkül. Amikor leejt egy tálcát, a törött tányérdarabok elhelyezkedése a padlón segít neki választ találni a problémára. |     |                                                                            |                 | |                                        |              |
| 55. | 15. | Ami jár, az jár (The Large Hadron Collision)                               | Mark Cendrowski | Történet: Chuck Lorre & Steven Molaro & Jim Reynolds Tévéjáték: Lee Aronsohn & Richard Rosenstock & Maria Ferrari                             | 2010. február 8. 2012. június 1.       | 16,26 millió |
| Leonard bejelenti, hogy egy professzor helyett ő utazhat Svájcba a Nagy hadronütköztetőhöz, és egy vendéget is vihet magával. Sheldon a lakótársi szerződés miatt feltételezi, hogy őt viszi magával Leonard, de ennek ellenére ő Pennyt választja. Egy nappal az út előtt Penny megbetegszik, ezért Leonard mégis Sheldonnnal akar menni, csakhogy ő is megbetegszik, ezért végül Raj-dzsal utazik el, aki nagyon boldog, hogy ott töltheti a Valentin napot. |     |                                                                            |                 | |                                        |              |
| 56. | 16. | Csöbörből vödörbe (The Excelsior Acquisition)                              | Peter Chakos    | Történet: Chuck Lorre & Lee Aronsohn & Steven Molaro Tévéjáték: Bill Prady & Steve Holland & Maria Ferrari                                    | 2010. március 1. 2012. június 1.       | 15,73 millió |
| Sheldon elszalasztja a lehetőséget, hogy találkozzon a képregénylegendával, Stan Lee-vel, mert bíróságra kell mennie egy közúti büntetés miatt, amit azért kapott, mert áthajtott a piros lámpán, amikor Penny-t vitte kórházba. Penny kárpótlásul megszerzi Stan Lee címét és beállítanak hozzá hívatlanul, aminek távoltartási végzés lesz a vége. Sheldon azonban elégedett, mert így van már két „dedikált” végzése (az egyik Leonard Nimoytól), így lassan egész gyűjteménye alakulhat ki. |     |                                                                            |                 | |                                        |              |
| 57. | 17. | A gyűrű ura (The Precious Fragmentation)                                   | Mark Cendrowski | Történet: Lee Aronsohn & Eric Kaplan & Maria Ferrari Tévéjáték: Bill Prady & Steven Molaro & Richard Rosenstock                               | 2010. március 8. 2012. június 8.       | 16,32 millió |
| A fiúk egy nagy doboz filmes ereklyével térnek haza egy garázsvásárról, amiben megtalálható egy kellék gyűrű is a Gyűrűk Ura filmekből. Veszekedés után egy versennyel döntik el, hogy kié legyen: mindenki megfogja egyszerre, és azé lesz, aki a legtovább bírja fogni. Penny eltereli Leonard figyelmét, ezért ő feladja a versenyt, a többiek pedig elalszanak. Másnap Leonard azt állítja, visszaküldte a gyűrűt a tulajdonosához, Peter Jacksonhoz, de igazából az ágya alatt egy dobozban tartja. |     |                                                                            |                 | |                                        |              |
| 58. | 18. | Lámpaláz (The Pants Alternative)                                           | Mark Cendrowski | Történet: Chuck Lorre & Bill Prady & Steve Holland Tévéjáték: Eric Kaplan & Richard Rosenstock & Jim Reynolds                                 | 2010. március 22. 2012. június 8.      | 13,42 millió |
| Sheldon az intézetben egy díjat nyer, de vissza akarja utasítani, mert sok ember előtt erős lámpaláza van. A többiek segíteni próbálnak neki legyőzni a nyilvános beszédtől való félelmét, mindenki más módszerrel. Leonard pszichológiai elemzéssel segíti Sheldont, Penny új öltönyt vásárol vele, Raj pedig indiai meditációval próbálkozik. Részben ügyetlenségük, részben Sheldon beképzeltsége és túlképzettsége miatt a tréningek kevéssé használnak, így a díjátadón Penny alkoholt ad Sheldonnak erősítőként, aki részegen már képes elmondani a beszédét. Kiderül, hogy részegen Sheldon is éppoly normális, mint bármelyik másik átlagosan intelligens részeg: buta vicceket mesél, énekel, és a nadrágját is leveszi (bár utóbbit csak azért, hogy fizikai jelenségeket illusztráljon). A botrányos beszéd másnap már fenn van a YouTube-on...                                                                                               |     |                                                                            |                 | |                                        |              |
| 59. | 19. | Civakodók (The Wheaton Recurrence)                                         | Mark Cendrowski | Történet: Chuck Lorre & Steven Molaro & Nicole Lorre & Jessica Ambrosetti Tévéjáték: Bill Prady & Dave Goetsch & Jim Reynolds & Maria Ferrari | 2010. április 12. 2012. június 15.     | 13,39 millió |
| Penny és a fiúk bowlingozni mennek. A képregényboltos csapat ellen játszanak, akiket emberhiány miatt Wil Wheaton erősít. Sheldon bosszúra esküszik a korábbi kártyaversenyen történtek miatt. Leonard és Penny közben összevesznek, mert Penny nem képes kimondani, hogy szereti Leonard-öt, emiatt veszít a csapatuk. Wheaton ezt megelőzően beszélt Pennyvel egy hasonló kapcsolatáról, majd később bevallja Sheldonnak, hogy direkt ugrasztotta össze Pennyt és Leonardöt, hogy legyőzzék őket. |     |                                                                            |                 | |                                        |              |
| 60. | 20. | Dupla vacsora (The Spaghetti Catalyst)                                     | Anthony Rich    | Chuck Lorre & Bill Prady & Lee Aronsohn & Steven Molaro                                                                                       | 2010. május 3. 2012. június 15.        | 11,63 millió |
| Leonard és Penny szakítanak. Sheldon meghívatja magát Pennyhez vacsorára, de a többieknek nem szól róla. Később bevallja Leonardnak, akit nem zavar a dolog. Ezt követően Leonard és Penny úgy foglalkoznak Sheldonnal, mint elvált szülők a gyerekükkel, Penny még Disneylandbe is elviszi őt. |     |                                                                            |                 | |                                        |              |
| 61. | 21. | Keresd a nőt! (The Plimpton Stimulation)                                   | Mark Cendrowski | Történet: Chuck Lorre & Bill Prady & Lee Aronsohn Tévéjáték: Steven Molaro & Jim Reynolds & Maria Ferrari                                     | 2010. május 10. 2012. június 22.       | 13,73 millió |
| Dr. Elizabeth Plimpton kozmológus érkezik az egyetemre, állásinterjúra, Sheldon gondoskodik az útjáról és felajánlja, hogy szálljon meg a lakásán. Leonard megpróbálja lenyűgözni Elizabeth-et a munkájával, de ő inkább lefeküdni szeretne vele. Másnap Dr. Plimpton már Raj-t akarja ágyba vinni - a világhírű fizikusnő nemcsak nimfomán, de kissé perverz is. Végül Leonard azzal magyarázza Penny-nek a történteket, hogy Elizabeth egyszerűen hagyta magát. |     |                                                                            |                 | |                                        |              |
| 62. | 22. | A lift titka (The Staircase Implementation)                                | Mark Cendrowski | Történet: Lee Aronsohn & Steven Molaro & Steve Holland Tévéjáték: Chuck Lorre & Dave Goetsch & Maria Ferrari                                  | 2010. május 17. 2012. június 22.       | 15,02 millió |
| Leonard lábköröm-festés közben elmeséli Penny-nek, hogyan ismerte meg Sheldont. Kiderül, hogy Sheldon (nem szándékosan) megakadályozta Leonard-öt, hogy felfedje egy titkos rakéta hajtóanyag összetételét egy észak-koreai kémnő előtt, és megmentette az életét, amikor kiszámolta, hogy nem lesz elég ideje lemenni a lifttel a rosszul kevert, instabil rakéta hajtóanyaggal - a hajtóanyag felrobbant, emiatt romlott el a lift. Kiderül, hogyan kereste meg Sheldon a helyét a kanapén, amit Leonard vett meg, hogy ne kempingszéken kelljen ülniük. |     |                                                                            |                 | |                                        |              |
| 63. | 23. | Ostobák kíméljenek (The Lunar Excitation)                                  | Peter Chakos    | Történet: Chuck Lorre & Bill Prady & Maria Ferrari Tévéjáték: Lee Aronsohn & Steven Molaro & Steve Holland                                    | 2010. május 24. 2012. június 29.       | 15,02 millió |
| Leonard meghívja Penny-t a tetőn végzett kísérletükre (egy lézersugarat lőnek a Hold meghatározott pontjára, ahonnan visszaverődik egy otthagyott fényes felületről), bár, mint kiderül, Penny-nek egy Zak nevű fiú-társasága van, így kettesben csatlakoznak a többiekhez. Zak igen ostobának mutatkozik. Később Penny részegen tér haza és lefekszik Leonard-del, de másnap azt mondja, hogy ez hiba volt. Közben Howard és Raj az interneten keresnek Sheldonnak társat egy társkereső oldal segítségével, ami tudományos algoritmust használ a megfelelő pár megkeresésére, és meglepetésükre találnak is. Sheldon először nem akar elmenni a randira, de Howardék megzsarolják egy koszos zoknival, így mégis elmegy. Találkoznak Amy Farrah Fowlerrel, aki Sheldonhoz hasonló viselkedésű, így jól megértik egymást. |     |                                                                            |                 | |                                        |              |

## 4. évad (2010-2011)
| Sor. | Év. | Cím                                                                | Rendező         | Író | Premier                               | Nézettség    |
| --- | --- | ------------------------------------------------------------------ | --------------- | --- | ------------------------------------- | ------------ |
| 64. | 1.  | A robotkar szorításában (The Robotic Manipulation)                 | Mark Cendrowski | Történet: Chuck Lorre & Lee Aronsohn & Dave Goetsch Tévéjáték: Steven Molaro & Eric Kaplan & Steve Holland   | 2010. szeptember 23. 2012. június 29. | 14,04 millió |
| Howard egy robotkarral szolgálja fel a többieknek a vacsorát, majd később saját örömszerzésre használja, amikor egy kínos baleset miatt Leonard-nek és Raj-nak kell őt kórházba szállítania. Sheldon bejelenti, hogy mesterséges megtermékenyítéssel utódot fog nemzeni Amy Farrah Fowlerrel, mire Penny azt javasolja, hogy előbb randizzon vele, hogy jobban megismerje. Mivel Sheldon nem vezet autót, Penny viszi el őt a vacsorára, és próbál beszélgetni a furcsa párral, amiből az sül ki, hogy Penny (statisztikai alapon) 31 férfival feküdt le. Penny szerint nem volt annyi. |     |                                                                    |                 | |                                       |              |
| 65. | 2.  | Zöldséggel az örökéletbe (The Cruciferous Vegetable Amplification) | Mark Cendrowski | Történet: Bill Prady & Lee Aronsohn & Steve Holland Tévéjáték: Chuck Lorre & Steven Molaro & Jim Reynolds    | 2010. szeptember 30. 2012. július 6.  | 13,05 millió |
| Sheldon úgy becsüli, hogy csak pár évvel fog lemaradni a technológiai szingularitás eléréséről, amikor az ember képes lesz a tudatát gépekbe átültetni, és így halhatatlanná válik. Ezért növényi étrendre tér át és edzeni kezd, hogy meghosszabbítsa az életét. A növény étrend aznap éjszaka fájdalmas hasgörcsöt okoz nála, aminek okáról a legvadabb elképzeléseket vázolja fel Leonard-nak, aki szerint vakbélgyulladása van és ezért kórházba akarja vinni. Azonban még indulás előtt kiderül, hogy Sheldont csak a bélgázok kínozták. Sheldon egy robotot is épít, mert így nem kell felvállalnia az élet veszélyeit (bacilusok elkapása másoktól, autóbaleset, stb). Penny éttermében Sheldon a roboton keresztül észreveszi Steve Wozniakot, akitől autogramot szeretne az Apple II gépére, ezért elindul az étterembe, de elesik a lépcsőn és összetöri a gépet. |     |                                                                    |                 | |                                       |              |
| 66. | 3.  | Barátnő pótlók (The Zazzy Substitution)                            | Mark Cendrowski | Történet: Chuck Lorre & Bill Prady & Jim Reynolds Tévéjáték: Lee Aronsohn & Steven Molaro & Maria Ferrari    | 2010. október 7. 2012. július 6.      | 12,59 millió |
| Sheldon és Amy kitalálnak egy játékot, amiben meg kell tippelni, mi lenne a válasz egy konkrét kérdésre egy alternatív világban, ami csak egy dologban tér el a földitől. Amy később lekicsinyli Sheldon foglalkozását, az elméleti fizikát a neurobiológiához képest, amivel ő foglalkozik, ezért szakítanak (a többiek nagy örömére). A szakítás miatt Sheldon a megszokottnál is furcsább lesz, befogad egy macskát, majd egy egész falkát, hogy azzal pótolja Amy-t (bár ezt nem ismeri el). Végül Sheldon anyjának köszönhetően (akit Leonard hív a helyszínre) ismét kibékülnek. Sheldon ajándékba adja a macskáit a környék gyerekeinek, és még egyenként 20 dollárt is fizet nekik. |     |                                                                    |                 | |                                       |              |
| 67. | 4.  | A méret a lényeg (The Hot Troll Deviation)                         | Mark Cendrowski | Történet: Chuck Lorre & Steven Molaro & Adam Faberman Tévéjáték: Bill Prady & Lee Aronsohn & Maria Ferrari   | 2010. október 14. 2012. július 13.    | 12,57 millió |
| Howard találkozik a volt barátnőjével, Bernadette-tel, akinek bevallja érzelmeit és segítséget kér Penny-től, aki segít abban, hogy újrakezdhessék kapcsolatukat. Eközben Sheldon és Raj arról vitatkoznak, hogy Raj-nek lehet-e saját asztala. Sheldon ellenzi, hogy az ő irodájában Raj-nak is asztala legyen, és emiatt kettőjük között harc alakul ki. Raj egy hatalmas asztalt vásárol, Sheldon mérgező gázokat vet be. Amikor a gáz belobban, Raj átmenetileg elhagyja a helyszínt. |     |                                                                    |                 | |                                       |              |
| 68. | 5.  | A kötöttség réme (The Desperation Emanation)                       | Mark Cendrowski | Történet: Bill Prady & Lee Aronsohn & Dave Goetsch Tévéjáték: Chuck Lorre & Steven Molaro & Steve Holland    | 2010. október 21. 2012. július 13.    | 13,05 millió |
| Amy szeretné bemutatni az anyjának Sheldont, aki ettől megrémül és szakít vele. Mikor Amy elárulja, hogy csak az anyja kedvéért akarja, újra kibékülnek és Sheldon hajlandó Amy anyjával beszélni az interneten keresztül. Leonard ezalatt frusztrált, amiért szinte mindenkinek van barátnője, kivéve őt. Howard megkéri Bernadette-tet, hogy hozza össze Leonard-öt egy barátnőjével. Leonard élete egyik legrosszabb randiját éli át. |     |                                                                    |                 | |                                       |              |
| 69. | 6.  | Titkos randevú (The Irish Pub Formulation)                         | Mark Cendrowski | Történet: Chuck Lorre & Lee Aronsohn & Steven Molaro Tévéjáték: Bill Prady & Eric Kaplan & Maria Ferrari     | 2010. október 28. 2012. július 20.    | 13,04 millió |
| Raj húga, Priya érkezik látogatóba és kiderül, hogy Leonard-del közös múltjuk van, a Howarddal kötött egyezség ellenére. Sheldon rájön, hogy lefeküdtek egymással és próbál kitalálni egy tökéletes alibit Leonard számára. Leonard nem tud hazudni és bevall mindent a barátainak, amiből az következik, hogy a többiek is bevallják egymás ellen elkövetett kisebb-nagyobb bűneiket, de megegyeznek, hogy ettől még barátok maradnak. |     |                                                                    |                 | |                                       |              |
| 70. | 7.  | Kedves ellenségeim (The Apology Insufficiency)                     | Mark Cendrowski | Történet: Chuck Lorre & Lee Aronsohn & Maria Ferrari Tévéjáték: Bill Prady & Steven Molaro & Steve Holland   | 2010. november 4. 2012. július 20.    | 14,00 millió |
| Howard felsőszintű biztonsági engedélyt próbál szerezni, ezért az FBI egy ügynököt küld kikérdezni a barátait a múltjával kapcsolatban. Sheldon véletlenül elmondja, hogy Howard egy árokba vezette a marsjárót. Leonard próbál udvarolni a nőnek, Raj pedig kénytelen inni, hogy válaszolni tudjon neki, de a végén lehányja a nő cipőjét. Ezt követően Sheldon próbál bocsánatot kérni Howardtól, de ő nem fogadja el, mert azt mondja, hogy ez két évvel visszavetette a karrierjében. Később Sheldon felajánlja Howardnak a saját helyét a kanapén, ezért Howard megbocsát neki. (Sheldon másfél perc múlva visszakéri a helyét). |     |                                                                    |                 | |                                       |              |
| 71. | 8.  | A pizsamaparti (The 21-Second Excitation)                          | Mark Cendrowski | Történet: Chuck Lorre & Bill Prady & Jim Reynolds Tévéjáték: Lee Aronsohn & Steven Molaro & Steve Holland    | 2010. november 11. 2012. július 27.   | 13,11 millió |
| Sheldon, Leonard, Raj és Howard késve érnek a moziba, ahol az egyik Indiana Jones film 21 másodperccel bővített verzióját vetítik, emiatt Sheldon folyton panaszkodik. Később Wil Wheaton is megérkezik, akit soron kívül beengednek, és emiatt a négy fiú már pont nem fér be a moziba. Egy oldalsó ajtón végül bejutnak és Sheldon ellopja a filmet tartalmazó két dobozt, hogy mások se nézhessék meg. A felháborodott nézők futva üldözik őket. Közben Penny és Bernadette "csajos estet" tart, amihez Amy úgy dönt, hogy csatlakozik. Azt est folyamán Penny kiborul Amy egyik személyes kérdésén, hogy miért hagyta ott Leonard-ot, amikor olyan jó fejnek tartja. |     |                                                                    |                 | |                                       |              |
| 72. | 9.  | Kapórajött színjáték (The Boyfriend Complexity)                    | Mark Cendrowski | Történet: Chuck Lorre & Lee Aronsohn & Jim Reynolds Tévéjáték: Bill Prady & Steven Molaro & Dave Goetsch     | 2010. november 18. 2012. július 27.   | 13,02 millió |
| Penny-hez apja, Wyatt érkezik látogatóba, ezért Penny megkéri Leonard-öt, tegyenek úgy, mintha még mindig együtt lennének, mert ő az egyetlen fiú, akit az apja eddig elfogadott. Penny végül kitálal az apjának, majd miután elhagyja a szobát, Wyatt könyörög Leonard-nek, hogy fogadja vissza a lányát. Eközben Raj arra panaszkodik, hogy egy lány sem akarja őt megcsókolni, ami miatt Bernadette megsajnálja, és meg akarja csókolni. Howard azonban közbeveti magát, hogy ne történjen meg a csók, így véletlenül őt csókolja meg Raj. Másnap mindketten sajnálják az esetet. |     |                                                                    |                 | |                                       |              |
| 73. | 10. | Csajos este (The Alien Parasite Hypothesis)                        | Mark Cendrowski | Történet: Chuck Lorre & Steven Molaro & Steve Holland Tévéjáték: Lee Aronsohn & Jim Reynolds & Maria Ferrari | 2010. december 9. 2012. augusztus 3.  | 12,03 millió |
| Amy-nek megtetszik Penny volt fiúja, Zack, amikor a három lány egy bárban beszélget. Penny megpróbál összehozni neki egy randit Zackkel, ami Amy számára csalódásnak bizonyul, amikor rájön, hogy Zack túl ostoba. Közben Howard és Raj birkózással próbálják eldönteni, hogy ki a jobb szuperhős és szárnysegéd közülük. Leonard-öt kérik fel bírónak, de órákon keresztül csak körbe-körbe táncolnak birkózás helyett és szópárbajt vívnak. |     |                                                                    |                 | |                                       |              |
| 74. | 11. | Parókás pancser (The Justice League Recombination)                 | Mark Cendrowski | Történet: Chuck Lorre & Lee Aronsohn & Maria Ferrari Tévéjáték: Bill Prady & Steven Molaro & Steve Holland   | 2010. december 16. 2012. augusztus 3. | 13,24 millió |
| A srácok rájönnek, hogy Penny újra együtt van a volt fiújával Zackkel, akinek az intelligenciahiányából gúnyt űznek. Zack később rájön a dologra, ezért a fiúk bocsánatot kérnek. A képregényboltban rájönnek, hogy Zack remek Superman lenne szilveszterkor, amikor Igazság Ligája jelmezbe öltöznek. Leonard-nek sikerül rávennie Penny-t, hogy tartson velük a Csodanő jelmezben, így végül megnyerik a jelmezversenyt. Penny elárulja Leonard-nek, csak azért jött össze újra Zackkel, mert nem akarta egyedül tölteni a szilvesztert. A verseny után, amikor Zack csókolózni kezd Penny-vel, Leonard és Penny is kínosan érzi magát. |     |                                                                    |                 | |                                       |              |
| 75. | 12. | Hatalmi harc (The Bus Pants Utilization)                           | Mark Cendrowski | Történet: Chuck Lorre & Lee Aronsohn & Maria Ferrari Tévéjáték: Bill Prady & Steven Molaro & Eric Kaplan     | 2011. január 6. 2012. augusztus 10.   | 13,98 millió |
| Leonard egy okostelefon alkalmazást akar fejleszteni, mert gyakran szükségük van rá a munkájuk során, hogy kézzel írt differenciálegyenleteket kelljen megoldani. Sheldon ki akarja sajátítani a projektet, ezért Leonard kirúgja a csapatból, majd amikor szabotálni próbálja a munkájukat, a lakásból is kizavarja őt. Penny azt tanácsolja Sheldonnak, hogy használjon szarkazmust a bocsánatkéréshez, így Leonard visszafogadja őt, de később ismét kirúgja, mert újra kritizálni kezdi a munkájukat. Penny egy „cipófelismerő” alkalmazás ötletével áll elő, ami a lefényképezett cipő vásárlási helyét megmutatná az alkalmazójának. Sheldon unja ezt a fejlesztést, de jobb híján vállalkozik rá, hogy segít Pennynek. |     |                                                                    |                 | |                                       |              |
| 76. | 13. | Tudományos lazítás (The Love Car Displacement)                     | Anthony Rich    | Történet: Chuck Lorre & Bill Prady & Dave Goetsch Tévéjáték: Lee Aronsohn & Steven Molaro & Steve Holland    | 2011. január 20. 2012. augusztus 10.  | 13,63 millió |
| Penny megtudja, hogy a tudományos konferenciához, ahová a fiúk utaznak, tartozik egy wellness is, ezért úgy dönt, hogy velük tart. A hotelben Bernadette találkozik egy korábbi fiújával, Glennel, aki magas és vonzó, ezért Howard megfélemlítve érzi magát. Az éjszakát a csoport fele más szobában tölti, mint ahol kellett volna (Bernadette átmegy Penny és Amy szobájába, Penny Sheldon és Leonard szobájába, Sheldon Raj szobájába, Raj pedig Penny és Leonard intim együttlétét hiúsítja meg), sok bonyodalmat okozva ezzel. Másnap, amikor a fiúknak beszédet kell mondaniuk, a múlt éjszaka eseményeiről kezdenek veszekedni. |     |                                                                    |                 | |                                       |              |
| 77. | 14. | Színitanoda (The Thespian Catalyst)                                | Mark Cendrowski | Történet: Chuck Lorre & Lee Aronsohn & Jim Reynolds Tévéjáték: Bill Prady & Steven Molaro & Maria Ferrari    | 2011. február 3. 2012. augusztus 17.  | 13,83 millió |
| Sheldon előadást tart diákoknak, akik nagyon unják a stílusát. Az előadás viszont színészet, így Sheldon (bár elolvas pár könyvet a színészet mesterségéről) rájön, hogy Penny gyakorlati segítségére szorul, akitől két tanórát vesz. Raj élénk képzelőerővel szexuálisan Bernadette-ről fantáziál, olyan helyzetekben, amikor Howardnak el kell utaznia, vagy meghal, és baráti alapon neki kell majd Bernadette igényeit kielégítenie. |     |                                                                    |                 | |                                       |              |
| 78. | 15. | Jótett helyébe jót várj (The Benefactor Factor)                    | Mark Cendrowski | Történet: Bill Prady & Lee Aronsohn & Dave Goetsch Tévéjáték: Chuck Lorre & Eric Kaplan & Steve Holland      | 2011. február 10. 2012. augusztus 17. | 12,79 millió |
| A fiúknak részt kell venniük egy jótékonysági partin, ahol az egyetem számára pénzt gyűjtenek az adományozóktól, így ők is jelen vannak. Sheldon otthon akar maradni, de meggyőzi Leonardot, hogy legyen kedves az egyik gazdag adományozó hölggyel, akinek megtetszik Leonard és vacsorázni hívja. Leonard eleinte pánikol, mert mindenki prostituáltnak tartja, de a nő rávilágít, hogy Leonard szimpatikus fiatalember, ő pedig nagyon ért valamihez, ami a férfiak számára fontos. Így vadul csókolózni kezdenek, és Leonard csak másnap reggel tér haza, zilált öltözetben. Az egyetemen hősként ünneplik, mert megszerezte a kutatásra a pénzt. Leonard hiába hangoztatja, hogy azt az adakozó hölgy már előre odaígérte neki és nem utólag kapta meg a „szolgálataiért”.                                                                                             |     |                                                                    |                 | |                                       |              |
| 79. | 16. | Ultimátum (The Cohabitation Formulation)                           | Mark Cendrowski | Történet: Chuck Lorre & Lee Aronsohn & Dave Goetsch Tévéjáték: Bill Prady & Steven Molaro & Jim Reynolds     | 2011. február 17. 2012. augusztus 24. | 12,41 millió |
| Bernadette ultimátumot ad Howardnak, hogy válasszon az anyja és ő közte. Howard nem sokkal később váratlanul beállít bőröndjeivel a lányhoz (mert az anyja két napra elutazott, így nem tud semmiről). Minden jól megy, amíg elő nem adja a bevásárlásra és mosásra vonatkozó igényeit, amiket Bernadette-nek kellene elvégeznie; ekkor kénytelen hazamenni az anyjához. Raj testvére, Priya a városba érkezik. Penny nem örül annak, hogy Leonarddal jár. |     |                                                                    |                 | |                                       |              |
| 80. | 17. | Magányból is megárt a sok (The Toast Derivation)                   | Mark Cendrowski | Történet: Bill Prady & Dave Goetsch & Maria Ferrari Tévéjáték: Chuck Lorre & Steven Molaro & Jim Reynolds    | 2011. február 24. 2012. augusztus 24. | 12,35 millió |
| Sheldon azon bosszankodik, hogy mióta Leonard Priyával jár, a többiek mindig Raj-nál gyűlnek össze, és Leonard a társaság középpontja és nem ő. Kanbulit szervez, amihez a képregényboltost, Zack-ot és raccsoló kollégáját hívja meg, de nem érzi jól magát velük, így végül feladja büszkeségét, és elmegy Raj lakására. |     |                                                                    |                 | |                                       |              |
| 81. | 18. | Vigyázat csalok! (The Prestidigitation Approximation)              | Mark Cendrowski | Történet: Bill Prady & Steve Holland & Eddie Gorodetsky Tévéjáték: Chuck Lorre & Steven Molaro & Eric Kaplan | 2011. március 10. 2012. augusztus 31. | 12,06 millió |
| Priyát eléggé zavarja, hogy Penny folyton ott van náluk, és arra kéri a Leonardot, hogy válasszon a kapcsolatuk és Pennyhez fűződő barátsága között. Nem könnyű döntés, Leonard megpróbálja Pennyt rávezetni arra, hogy Priyát zavarja a jelenléte. Sheldont megőrjíti Howard bűvésztrükkje, aminek titkát nem tudja megfejteni, még úgy sem, hogy meghekkeli a kormány egyik szuperszámítógépét. Priya ráveszi Leonardot, hogy viseljen kontaktlencsét szemüveg helyett, de Leonard folyton nekimegy mindennek, mert kontaktlencsével nem lát jól. |     |                                                                    |                 | |                                       |              |
| 82. | 19. | Hekkervadászat (The Zarnecki Incursion)                            | Peter Chakos    | Történet: Chuck Lorre & Steven Molaro & Maria Ferrari Tévéjáték: Bill Prady & Dave Goetsch & Jim Reynolds    | 2011. március 31. 2012. augusztus 31. | 11,92 millió |
| Sheldon teljesen kiborul, amikor meghackelik a World of Warcraft játékot, és ellopnak tőle mindenféle nehezen megszerzett tárgyat. A csapat nyomozni kezd, majd lokalizálja a hacker személyazonosságát és tartózkodási helyét. Mivel a közelben lakik, útra kelnek, hogy visszaszerezzék a Sheldontól ellopott kincseket. Az akció sikertelen, és a hazafelé menve a kocsijukból kifogy a benzin. Penny érkezik a megmentésükre, majd amikor meghallja, hogy nem sikerült visszaszerezni a Sheldontól ellopott holmit, visszamennek a házhoz, és Penny ágyékon rúgja a nagydarab hackert, aki erre megígéri, hogy visszaad mindent. |     |                                                                    |                 | |                                       |              |
| 83. | 20. | Kísérleti pletyka (The Herb Garden Germination)                    | Mark Cendrowski | Történet: Chuck Lorre & Eric Kaplan & Eddie Gorodetsky Tévéjáték: Bill Prady & Steven Molaro & Steve Holland | 2011. április 7. 2012. szeptember 7.  | 11,40 millió |
| Penny elmondja Amynek, hogy Howard és Bernadette között nincs minden rendben, Bernadette a szakítást fontolgatja. Raj ennek nagyon örül, mert vonzódik Bernadette-hez. Amy szerint a pletyka a csoporthoz való tartozást erősíti, ezért Sheldonnal egy kísérletet végeznek. Amy azt terjeszti, hogy ők ketten lefeküdtek egymással, és titokban tanulmányozzák a pletyka terjedését. Howard megkéri Bernadette kezét a barátai társaságában és ő a többiek számára váratlanul igent mond. |     |                                                                    |                 | |                                       |              |
| 84. | 21. | Szexi lakótárs (The Agreement Dissection)                          | Mark Cendrowski | Történet: Bill Prady & Dave Goetsch & Eddie Gorodetsky Tévéjáték: Chuck Lorre & Steven Molaro & Eric Kaplan  | 2011. április 28. 2012. szeptember 7. | 10,71 millió |
| Sheldon folyton azzal jön Leonardnak, hogy Priya jelenléte megsérti a lakótársi szerződést. A lány ügyvéd és azonnal észrevesz több pontatlan megfogalmazást a szerződésben, így Sheldon kénytelen visszavonulót fújni. Penny, Amy és Bernadette elviszik Sheldont egy éjszakai szórakozóhelyre, majd táncolni mennek. Sheldon hazakíséri az ittas Amyt, aki váratlanul megcsókolja, majd elmegy hányni. Sheldon módosítja a lakótársi szerződést, amit Leonard kénytelen aláírni, mert Sheldon azzal zsarolja meg Priyát, hogy egy e-mailben megírja Priya szüleinek, hogy egy fehér férfival jár. |     |                                                                    |                 | |                                       |              |
| 85. | 22. | Beépített szépség (The Wildebeest Implementation)                  | Mark Cendrowski | Történet: Chuck Lorre & Steven Molaro & Eric Kaplan Tévéjáték: Bill Prady & Eddie Gorodetsky & Maria Ferrari | 2011. május 5. 2012. szeptember 14.   | 10,50 millió |
| Sheldon kitalál egy háromszemélyes sakk játékot. Amy és Penny ráveszik Bernadette-et, hogy a kettős randin kémkedjen nekik Leonard és Priya kapcsolatáról. Azonban Bernadette katolikus neveltetése miatt nem tud sokáig alakoskodni. Raj kipróbál egy új szert, hogy oldja a feszültséget, amit a társasági élet jelent neki. A szer beválik, de váratlan mellékhatása, hogy Raj meztelenre vetkőzik egy internet kávézóban. |     |                                                                    |                 | |                                       |              |
| 86. | 23. | Bacilusfóbia (The Engagement Reaction)                             | Howard Murray   | Történet: Bill Prady & Eric Kaplan & Jim Reynolds Tévéjáték: Chuck Lorre & Steven Molaro & Steve Holland     | 2011. május 12. 2012. szeptember 14.  | 10,78 millió |
| Howard azt hiszi, anyja szívinfarktust kapott, amikor közölte vele, hogy feleségül veszi Bernadette-t. Howard betöri a vécéajtót (közben eltöri a karját) és kórházba viszi az anyját. Sheldon véletlenül beleiszik Leonard poharába, és csak azon jár a esze, hogy milyen életveszélyes bacilusokat kaphatott el tőle. A kórházban véletlenül egy biológiailag veszélyes beteg szobájába téved, ezért őt is karanténba zárják. |     |                                                                    |                 | |                                       |              |
| 87. | 24. | Ami sok az sok (The Roommate Transmogrification)                   | Mark Cendrowski | Történet: Chuck Lorre & Steven Molaro & Eddie Gorodetsky Tévéjáték: Bill Prady & Eric Kaplan & Jim Reynolds  | 2011. május 19. 2012. szeptember 21.  | 11,30 millió |
| Raj átmenetileg átköltözik Sheldonhoz, mert Leonard és a húga folyton náluk szexelnek. Penny részegen elmondja Rajnak, hogy hiba volt szakítania Leonard-del. Leonard meghallja, hogy Priya egy hónap múlva haza fog utazni Indiába és nem akarja elmondani a szüleinek, hogy ők együtt járnak. Reggel Raj és Penny meglepve konstatálják, hogy egy ágyban töltötték az éjszakát. |     |                                                                    |                 | |                                       |              |

## 5. évad (2011-2012)
| Sor. | Év. | Cím                                                         | Rendező         | Író | Premier                               | Nézettség    |
| --- | --- | ----------------------------------------------------------- | --------------- | --- | ------------------------------------- | ------------ |
| 88. | 1.  | Ami történt, megtörtént (The Skank Reflex Analysis)         | Mark Cendrowski | Történet: Eric Kaplan & Maria Ferrari & Anthony Del Broccolo Tévéjáték: Chuck Lorre & Bill Prady & Steven Molaro        | 2011. szeptember 22. 2013. június 25. | 14,30 millió |
| Penny nagyon le van törve amiatt, hogy nem halad előre a filmes karrierje, azt fontolgatja, hogy visszaköltözik Nebraskába. Azonban az ügynöke váratlanul egy aranyér-reklámban szerez neki szerepet, így már nem akar hazaköltözni. Sheldon átveszi a paintball-csapat vezetését és feláldozza magát a győzelemért. Raj elárulja Pennynek, hogy az éjszaka nem történt semmi köztük, mert ő túl hamar a csúcsra ért. |     |                                                             |                 | |                                       |              |
| 89. | 2.  | A fertőző fotel (The Infestation Hypothesis)                | Mark Cendrowski | Történet: Bill Prady & Steven Molaro & Maria Ferrari Tévéjáték: Chuck Lorre & Jim Reynolds & Steve Holland              | 2011. szeptember 22. 2013. június 26. | 14,94 millió |
| Sheldon csak utólag tudja meg, hogy Penny kényelmes fotelje valójában guberálásból származik és rettenetesen kezd aggódni a bacilusok miatt, amiket elkaphatott. Amy véletlenül Sheldon és Penny csetepatéjába keveredik, Leonard fel szeretné dobni távkapcsolatát Priyával, de a dolog technikai nehézségbe ütközik, amikor a kép közvetítése megszakad, amikor Priya elkezd levetkőzni. Egy következő alkalommal Priya szülei jelennek meg a képben. |     |                                                             |                 | |                                       |              |
| 90. | 3.  | Plusz egy fő (The Pulled Groin Extrapolation)               | Mark Cendrowski | Történet: Chuck Lorre & Eric Kaplan & Jim Reynolds Tévéjáték: Bill Prady & Steven Molaro & Dave Goetsch                 | 2011. szeptember 29. 2013. június 27. | 14,74 millió |
| Miközben Sheldon otthon marad új modellvasútjával játszani, Leonard elkíséri Amy-t egy esküvőre, hogy ő legyen a meghívóról a plusz egy fő. Jól érzik magukat, csak Leonardnak szokatlan ez a testmozgás és megerőlteti magát. Howard és Bernadette Howard mamájánál töltik a hétvégét, hogy Bernadette megszokja a környezetet. |     |                                                             |                 | |                                       |              |
| 91. | 4.  | Kalandorok kíméljenek (The Wiggly Finger Catalyst)          | Mark Cendrowski | Történet: Chuck Lorre & Dave Goetsch & Anthony Del Broccolo Tévéjáték: Bill Prady & Steven Molaro & Steve Holland       | 2011. október 6. 2013. június 28.     | 13,92 millió |
| Penny összehozza Raj-ot egy siket lánnyal, akit Raj elhalmoz drága ajándékokkal. Raj természetesen fülig szerelmes lesz, de szülei megtiltják neki, hogy további ajándékokat adjon a lánynak, aki erre lelép (a szakítást nem mutatják). |     |                                                             |                 | |                                       |              |
| 92. | 5.  | A duzzogó (The Russian Rocket Reaction)                     | Mark Cendrowski | Történet: Bill Prady & Steven Molaro & Jim Reynolds Tévéjáték: Chuck Lorre & Eric Kaplan & Maria Ferrari                | 2011. október 13. 2013. július 1.     | 13,58 millió |
| Sheldon megsértődik, amikor Leonard el akar menni egy Star Trekes partira, ahol Wil Wheaton és Brent Spiner is ott lesznek. Bernadette szeretné megakadályozni, hogy Howard űrhajós legyen, de később belátja, hogy csak túlságosan féltette a veszélyes küldetéstől, és megengedi neki, hogy elvállalja. |     |                                                             |                 | |                                       |              |
| 93. | 6.  | Anya csak egy van (The Rhinitis Revelation)                 | Howard Murray   | Történet: Chuck Lorre & Eric Kaplan & Steve Holland Tévéjáték: Bill Prady & Steven Molaro & Jim Reynolds                | 2011. október 20. 2013. július 2.     | 14,93 millió |
| Sheldon kiborul, amikor a mamája meglátogatja, de nem hajlandó rántott húst sütni neki, ráadásul a tudományos előadás helyett, amire Sheldon el akarja cipelni, inkább a barátai által szervezett látnivalókat választja. |     |                                                             |                 | |                                       |              |
| 94. | 7.  | Képregényvadász (The Good Guy Fluctuation)                  | Mark Cendrowski | Történet: Chuck Lorre & Dave Goetsch & Maria Ferrari Tévéjáték: Bill Prady & Steven Molaro & Steve Holland              | 2011. október 27. 2013. július 3.     | 14,54 millió |
| Sheldon kihasználja a Halloweent, hogy bonyolult trükkjeivel megpróbáljon ráijeszteni barátaira. Leonard nagy dilemmába kerül, amikor egy csinos lány, aki ráadásul saját képregényt rajzol, elkezd érdeklődni iránta, és csókolózásig halad a dolog. Kiderül, hogy Priya ugyanezt tette Indiában, illetve tovább is ment, mert ő a korábbi barátjával lefeküdt. Az új barátnő kirúgja Leonard-ot. |     |                                                             |                 | |                                       |              |
| 95. | 8.  | Öri-hari (The Isolation Permutation)                        | Mark Cendrowski | Történet: Chuck Lorre & Eric Kaplan & Tara Hernandez Tévéjáték: Bill Prady & Steven Molaro & Steve Holland              | 2011. november 3. 2013. július 4.     | 15,98 millió |
| Amy megsértődik, amikor megtudja, hogy Penny és Bernadette nélküle mentek el koszorúslány ruhákat nézni, és Sheldonnál keres vigaszt. A lányok utólag bocsánatot kérnek, de azt nem vallják be, mennyire zavaró tud lenni Amy. |     |                                                             |                 | |                                       |              |
| 96. | 9.  | Madárfóbia (The Ornithophobia Diffusion)                    | Mark Cendrowski | Történet: Chuck Lorre & Dave Goetsch & Anthony Del Broccolo Tévéjáték: Bill Prady & Steven Molaro & Eric Kaplan         | 2011. november 10. 2013. július 5.    | 15,89 millió |
| Egy kék madár repül Sheldonék ablakpárkányára, ami igazi vészhelyzetet produkál, ugyanis Sheldonnak madárfóbiája van. Leonard és Penny kipróbálják, milyen pusztán barátokként együtt moziba menni. Sheldon megkedveli a madarat Bernadette segítségével, azonban a madár egy óvatlan pillanatban kirepül az ablakon. |     |                                                             |                 | |                                       |              |
| 97. | 10. | Nem adom a párom! (The Flaming Spittoon Acquisition)        | Mark Cendrowski | Történet: Chuck Lorre & Steven Molaro & Dave Goetsch Tévéjáték: Bill Prady & Jim Reynolds & Steve Holland               | 2011. november 17. 2013. július 8.    | 15,05 millió |
| Stuart, a képregényboltos randira hívja Amy-t, ezért Sheldon úgy dönt, hogy magasabb szintre emeli kapcsolatukat, és megjelenik a moziban harmadikként, tönkretéve ezzel Stuart estéjét. A fiúk belebolondulnak egy új kártyajátékba, melynek figurái vadnyugati hősök és varázslók. Amy visszafogadja Sheldont. |     |                                                             |                 | |                                       |              |
| 98. | 11. | A fenegyerek (The Speckerman Recurrence)                    | Anthony Rich    | Történet: Chuck Lorre & Bill Prady & Steve Holland Tévéjáték: Steven Molaro & Eric Kaplan & Anthony Del Broccolo        | 2011. december 8. 2013. július 9.     | 14,02 millió |
| Leonardot találkozóra hívja egy régi osztálytársa, aki a suliban folyton megalázó helyzetekbe hozta. Leonard nagyon zaklatott, mert fél, hogy újra lekezelően fog bánni vele. Barátai elkísérik, nehogy bántódása essen, de végül épp ők azok, akik esetlenségét kihangsúlyozzák. |     |                                                             |                 | |                                       |              |
| 99. | 12. | Gyerekfóbia (The Shiny Trinket Maneuver)                    | Mark Cendrowski | Történet: Chuck Lorre & Steve Holland & Tara Hernandez Tévéjáték: Bill Prady & Steven Molaro & Jim Reynolds             | 2012. január 12. 2013. július 10.     | 16,13 millió |
| Amy megharagszik Sheldonra, aki képtelen kezelni a kapcsolatát, nem érti mikor és miért bántó a viselkedése. Sheldon Pennyhez fordul segítségért, aki igyekszik jó tanácsokkal ellátni, sőt vásárolni is elmegy vele egy ékszerboltba, és összehoz egy találkát a "párnak". Sheldon egy tiarát vásárol Amy-nek, amivel teljesen leveszi a lábáról, a lány magáról megfeledkezve Sheldon nyakába ugrik. Howard bűvészkedik egy gyerekzsúron, és Bernadettet kéri fel asszisztensnek. A gyerekek nem igazán vevők a mutatványokra, Bernadette pedig össze is veszik velük. Howardot megdöbbenti, hogy jövendőbelije mennyire nem tudja elviselni a gyerekeket, és aggódni kezd, hogyan lesz így saját gyermekük, mert ő szeretne apa lenni. Már a szakítást fontolgatja, de Bernadette azt javasolja neki, hogy ha gyerekük lesz, akkor Howard maradjon otthon a gyerekkel, ő pedig dolgozni fog, mivel amúgy is jobban keres. |     |                                                             |                 | |                                       |              |
| 100. | 13. | Lépésről lépésre (The Recombination Hypothesis)             | Mark Cendrowski | Történet: Chuck Lorre Tévéjáték: Bill Prady & Steven Molaro                                                             | 2012. január 19. 2013. július 11.     | 15,83 millió |
| Leonard fejébe hasít egy érzés, amikor megpillantja Pennyt a lépcsőházból: hiányzik neki a lány. Elhatározza, hogy ismét randira hívja. Amíg ezen mereng a lépcsőházban, egész hosszan lejátssza tette lehetséges következményeit fejben, végül úgy dönt, mindenképpen érdemes megpróbálnia. Pennynek is tetszik az ötlet. Sheldon egy Star Trek szereplő életnagyságú fényképét rendelte magának, aminek először nagyon örül, azonban miután kibontja, csalódás éri. |     |                                                             |                 | |                                       |              |
| 101. | 14. | Virtuális barátnő (The Beta Test Initiation)                | Mark Cendrowski | Történet: Chuck Lorre & Steven Molaro & Eric Kaplan Tévéjáték: Bill Prady & Dave Goetsch & Maria Ferrari                | 2012. január 26. 2013. július 12.     | 16,13 millió |
| Sheldon egy zászlókról szóló ismeretterjesztő videósorozatot próbál készíteni, amiben Amy is a segítségére van. Penny és Leonard megpróbálja újra kezdeni a kapcsolatukat, de megegyeznek abban, hogy kis lépésekben haladnak előre, és a többiek előtt titokban tartják a dolgot, illetve azt mondják, hogy a randi nem sikerült jól. A programozásban használatos ciklikus tesztelés és hibajavítás módszerének megfelelően listákat készítenek, hogy ki mit javítson saját viselkedésén. A randijuk kezdetben jól alakul, viszont egyik alkalommal Leonard azt találja ki, hogy elmennek együtt lőni, mert Penny szereti az ilyesmit, ennek során kisebb baleset éri Leonardot, a saját kis lábujját meglövi. Ezalatt Raj talál magának egy nőt, akivel alkohol nélkül is tud beszélni, a probléma csak annyi, hogy a hölgy a testi valóságban nem létezik, csak hangja van, konkrétan a mobiltelefon virtuális asszisztenséről van szó, amit mesterséges intelligenciával is felszereltek. Azonban ez sem zavarja Raj-ot abban, hogy a barátnőjének tekintse. |     |                                                             |                 | |                                       |              |
| 102. | 15. | Embert barátjáról (The Friendship Contraction)              | Mark Cendrowski | Történet: Chuck Lorre & Eric Kaplan & Jim Reynolds Tévéjáték: Bill Prady & Steven Molaro & Steve Holland                | 2012. február 2. 2013. július 15.     | 16,54 millió |
| Leonard rosszul teljesít, amikor Sheldon az éjszaka közepén felébreszti, hogy a minden negyedévben esedékes katasztrófaelhárító gyakorlatukat megtartsák, ezért Sheldon felbontja a lakótársi szerződést. Sheldon ezért leminősíti Leonardot barátból ismerőssé. Mivel nem tud vezetni, és senki sem hajlandó furikázni őt a városban, mindent megpróbál, hogy visszaállítsa a szerződést, még áramszünetet is csinál a házban, hogy veszélyhelyzet alakuljon ki. Az áramszünetben a gyertyafénynél Penny és Leonard közelebb kerül egymáshoz, de Sheldon megzavarja őket. Howard azon mereng, milyen űrhajós becenevet szeretne magának. A szokás azonban az, hogy az űrhajós nem magának választ nevet, hanem a társai adják neki, ezért Raj közreműködésével kitalálják, hogy lehetne olyan neve, amilyet szeretne, például „Rocket Man” (=rakétaember), és ezt Howard csengőhanggal sugalmazhatja a többi űrhajósnak. Természetesen az elképzelés zátonyra fut, amikor Howard anyja bekiabál a háttérből.                                                     |     |                                                             |                 | |                                       |              |
| 103. | 16. | Kényszerszabadság (The Vacation Solution)                   | Mark Cendrowski | Történet: Chuck Lorre & Anthony Del Broccolo & Tara Hernandez Tévéjáték: Bill Prady & Steven Molaro & Maria Ferrari     | 2012. február 9. 2013. július 16.     | 16,21 millió |
| Amikor az egyetem rektora arra kényszeríti Sheldont, hogy vegye ki a szabadságát, ő nem tud mit kezdeni magával. Először megpróbál Leonard kocsijában beszökni a munkahelyére, amivel nem jár sikerrel, ezért úgy dönt, Amy biológiai laborjában tölti a vakációt, mert tudományos munka nélkül nem élet az élet. Mivel nem ért a biológiához, Amy olyan feladatokat ad neki, amivel nem tud semmi kárt okozni (kémcsövek és lombikok elmosása). Ez felháborítja Sheldont, mert úgy gondolja, hogy ez a tehetsége elfecsérlése. Bernadette apja kérésére szeretne egy házassági előszerződést aláíratni Howarddal (hiszen a lány jóval többet keres), csak nem tudja, hogyan adja elő a dolgot. A pletyka természetesen villámgyorsan elér Howardig, akinek rosszul esik a javaslat. Úgy dönt, megpróbálja megbeszélni ezt Bernadette apjával, amikor azonban megtudja, hogy egy agresszív, erőszakos, kiállhatatlan exrendőrrel lenne dolga, aki ráadásul fegyvert hord magával, elmegy a kedve tőle.                                                            |     |                                                             |                 | |                                       |              |
| 104. | 17. | Itt a festmény, hol a festmény (The Rothman Disintegration) | Mark Cendrowski | Történet: Chuck Lorre & Bill Prady & Steve Holland Tévéjáték: Steven Molaro & Eric Kaplan & Jim Reynolds                | 2012. február 16. 2013. július 17.    | 15,65 millió |
| Amikor az elméleti fizika professzor nyugdíjba megy, mert idős korára megbolondult, az irodájáért megindul a harc a fiatalok között. Sheldon már magáénak gondolja, ám nem számolt örök riválisával, Kripkével, aki már el is foglalta az irodát. Nem tudják, hogyan döntsék el a kérdést, nem találnak olyan témát, amiben mindketten egyformán jók, ezért olyat keresnek, amiben mindketten egyformán rosszak: a sportot. Leonard a kosárlabdát javasolja, de abban mindketten annyira ügyetlenek, hogy egyetlen kosarat sem tudnak bedobni. Végül Sheldon megnyeri a párbajt a labda magasabbra pattintásával, de hamar rajta is az őrület jelei mutatkoznak, ami az iroda kedvezőtlen fekvésének köszönhető. Penny a döbbenettől szóhoz sem jut, amikor Amy barátsága jeleként egy hatalmas és borzalmas festménnyel lepi meg, melyen ők ketten láthatók. Nem akarja megbántani Amy-t, ezért csak akkor teszi fel a falra a képet, amikor a barátnője nála vendégeskedik. Hamar lebukik azonban, így kénytelen kimagyarázni a dolgot.                         |     |                                                             |                 | |                                       |              |
| 105. | 18. | Hajvágási stratégia (The Werewolf Transformation)           | Mark Cendrowski | Történet: Chuck Lorre & Todd Craig & Gary Torvinen Tévéjáték: Bill Prady & Steven Molaro & Jim Reynolds & Maria Ferrari | 2012. február 23. 2013. július 18.    | 16,20 millió |
| Sheldon szeretné levágatni a haját, ám inába száll a bátorsága, amikor kiderül, hogy a borbélya kórházban van, ezért nem dolgozik, a helyettesítőjében meg eszében sincs megbízni. Teljesen őrületbe kergeti a társaságot, beszökik fodrásza kórtermébe, ahol azt hiszik, hogy az elmeosztályról jött bolond. Később "hosszú" haja miatt zenésznek képzelni magát, és hajnalban kongadobokon dobolni kezd, mint Richard Feynman. Leonard megmutatja Penny-nek a sakkozás szabályait, és a lány annyira ügyesen sakkozik, hogy megnyeri az első játszmát Leonarddal szemben. Howard a NASA által szervezett űrhajós kiképzésre utazik, ahol teljesen kikészül fizikailag és idegileg, először a zéró-gravitáció, majd a túlélési gyakorlat során (éjszaka a szabadban egy tatu bújik hozzá, de csak kicsit karmolja össze), és úgy érzi, kevés tiszta alsóneműt vitt. Váratlanul megérkezik hozzá Bernadett, hogy tartsa benne a lelket, de kiderül, hogy már Howard anyja is a helyszínen van (a szomszéd szobából beszél, mint mindig).                          |     |                                                             |                 | |                                       |              |
| 106. | 19. | Hétvégi dilemma (The Weekend Vortex)                        | Mark Cendrowski | Történet: Chuck Lorre & Bill Prady & Tara Hernandez Tévéjáték: Steven Molaro & Eric Kaplan & Steve Holland              | 2012. március 8. 2013. július 19.     | 15,04 millió |
| A fiúk 48-órás maratoni Star Wars online videójáték hétvégét terveznek. Sheldon korábban már elígérkezett Amy nagynénjének 93-ik születésnapi ünnepségére, de az utolsó pillanatban lemondja a részvételt. Amyt ez kínos helyzetbe hozza a rokonai előtt, akik azt feltételezik, hogy Sheldon nem is létezik. (Amynek már volt egy kitalált barátja korábban.) Amy Pennyhez megy tanácsért, aki azt tanácsolja neki, hogy „női módra” rendezzen jelenetet, tehát hozza kínos helyzetbe Sheldont. Sheldon azonban lekenyerezi Amyt az ún. „Sheldon-kuponok” átadásával, amik különféle tudományos programokat tartalmaznak, amiken Sheldon is részt vesz. A maratoni videójáték hétvégén Bernadette is részt vesz a játékban, de Raj szónoklata után elmegy. A második nap reggelén az ajtó előtt Howard anyját halljuk, aki aggódik a fia egészségéért (a szokásos módon nem jelenik meg, csak a hangját halljuk). |     |                                                             |                 | |                                       |              |
| 107. | 20. | Látszatkapcsolat (The Transporter Malfunction)              | Mark Cendrowski | Történet: Chuck Lorre & Bill Prady & Maria Ferrari Tévéjáték: Steven Molaro & Jim Reynolds & Steve Holland              | 2012. március 29. 2013. július 22.    | 13,96 millió |
| Raj beleegyezik, hogy indiai szokás szerint a szülei találjanak neki egy lányt. Kellemesen meglepődik a randin, mert egy csinos indiai lányt találtak neki. A baj csak az, hogy leszbikus lévén a lány pusztán csak látszatkapcsolatot szeretne, a saját szülei unszolására menne férjhez. Howard és Bernadette egy kiskutyát ajándékoznak Rajnak. Penny az ingyen kaják miatt, amiket a fiúknál fogyasztott, megajándékozza Sheldont és Leonardot egy-egy bontatlan Spock babával (a Star Trek univerzumból). Sheldon kinyitás után véletlenül összetöri a sajátját, ezért ezt elcseréli a Leonardéval, de később bevallja neki a cserét. |     |                                                             |                 | |                                       |              |
| 108. | 21. | A mézesmadzag (The Hawking Excitation)                      | Mark Cendrowski | Történet: Bill Prady & Steven Molaro & Steve Holland Tévéjáték: Chuck Lorre & Eric Kaplan & Maria Ferrari               | 2012. április 5. 2013. július 23.     | 13,29 millió |
| Amikor Dr. Stephen Hawking az egyetemre látogat, Howardot beosztják mellé, hogy tartsa karban a kerekesszékét. Sheldonnak hatéves kora óta nagy kedvence Hawking, mindenáron találkozni szeretne vele, ám erre semmi esély, mert korábban mindig sértegette Howardot. Howard mindenféle megalázó feladatot talál ki számára (Sheldonnak meg kell tisztítania Howard övcsatjait a szennyeződésektől; fel kell vennie egy szobalányjelmezt; el kell mennie Howard anyjával ruhát próbálni), hogy összehozza cserébe a találkozást, illetve hogy átadja Sheldon tanulmányát a Higgs-bozonról. Howard bevallja, hogy már át is adta a tanulmányt. A személyes találkozás során Stephen Hawking elmondja Sheldonnak, hogy számolási hibát talált a második oldalon. Sheldon elájul. |     |                                                             |                 | |                                       |              |
| 109. | 22. | A legénybúcsú (The Stag Convergence)                        | Peter Chakos    | Történet: Billy Prady & Steve Holland & Eric Kaplan Tévéjáték: Chuck Lorre & Steven Molaro & Jim Reynolds               | 2012. április 26. 2013. július 24.    | 12,65 millió |
| A fiúk legénybúcsút szerveznek Howardnak, de Bernadette kérésére sztriptíztáncosnők nincsenek. Ezt a fiúk közül sokan nehezményezik. A buli unalmasnak indul, ám Raj túl sokat iszik, és megoszt a fiúkkal néhány pikáns részletet Howard múltjából (az egyik egy Las Vegas-i prosti, akit ők béreltek fel Howardnak, a másik egy Sailor Moon jelmezes lány volt, akivel csoportszexeltek). Azzal senki se számol, hogy Wil Wheaton mindent videóra vesz, és az anyag azonnal felkerül az internetre, Bernadette tudomást szerez róla, és rosszul esik neki. Végül Howard bocsánatkérésére megenyhül. A képregényboltos anyagilag annyira le van égve, hogy benzinre sincs pénze hazáig. |     |                                                             |                 | |                                       |              |
| 110. | 23. | Nincs menekvés (The Launch Acceleration)                    | Mark Cendrowski | Történet: Chuck Lorre & Steven Molaro & Jim Reynolds Tévéjáték: Bill Prady & Steve Holland & Maria Ferrari              | 2012. május 3. 2013. július 25.       | 13,91 millió |
| Howard megnyugszik, hogy az űrrepülését elhalasztották (mert igazából nem akart az űrbe menni), ám a NASA úgy dönt, mégis lesz űrutazás. Howard le akarja mondani, mivel a kilövés dátuma megegyezik az esküvőjük napjával. Bernadette szeretné, ha barátja nem hagyná ki ezt a lehetőséget. Howard beszél Bernadette apjával is, hátha ő fontosabbnak tartja az esküvőt az űrrepülésnél, de az apa is az űrrepülésre szavaz (véleménye szerint ha Howard meghal, Bernadette majd talál más férjet magának). Leonard megint elszúrja a dolgot Pennyvel, amikor szex közben megkéri a kezét. Penny többször nemet mond. |     |                                                             |                 | |                                       |              |
| 111. | 24. | Irány a csillagos ég (The Countdown Reflection)             | Mark Cendrowski | Történet: Bill Prady & Eric Kaplan & Steve Holland Tévéjáték: Chuck Lorre & Steven Molaro & Jim Reynolds                | 2012. május 10. 2013. július 26.      | 13,72 millió |
| Bernadette javaslatára előrehozzák a házasságkötést, hogy szűk körben még Howard űrrepülése előtt egybekeljenek. A szertartást az öt barát vezeti le, amit a tetőn tartanak, hogy a Google műhold le tudja fotózni őket. A kilövést élő adásban figyelik a tévében. Az izgalomban mindenki megfogja a párja kezét (Bernadette Raj-ét). Howard egyáltalán nem nyugodt a kilövés közben, és társai sincsenek nagy segítségére. A visszaszámlálás részben orosz nyelven folyik. Az orosz űrhajós neve D. Rezinov. A másik amerikai űrhajós neve M. Massimino. |     |                                                             |                 | |                                       |              |

## 6. évad (2012-2013)
| Sor. | Év. | Cím                                                                | Rendező         | Író | Premier                                | Nézettség    |
| ---- | --- | ------------------------------------------------------------------ | --------------- | --- | -------------------------------------- | ------------ |
| 112. | 1.  | A randi változó (The Date Night Variable)                          | Mark Cendrowski | Történet: Chuck Lorre & Eric Kaplan & Steve Holland Tévéjáték: Steven Molaro & Jim Reynolds & Maria Ferrari         | 2012. szeptember 27. 2013. október 11. | 15,66 millió |
| 113. | 2.  | A szakító szilárdság (The Decoupling Fluctuation)                  | Mark Cendrowski | Történet: Chuck Lorre & Jim Reynolds & Maria Ferrari Tévéjáték: Steven Molaro & Eric Kaplan & Steve Holland         | 2012. október 4. 2013. október 11.     | 15,18 millió |
| 114. | 3.  | A Higgs-bozon észrevétel (The Higgs Boson Observation)             | Mark Cendrowski | Történet: Steven Molaro & Dave Goetsch & Steve Holland Tévéjáték: Chuck Lorre & Jim Reynolds & Maria Ferrari        | 2012. október 11. 2013. október 18.    | 14,23 millió |
| 115. | 4.  | A visszatérés bagatelizáció (The Re-Entry Minimization)            | Mark Cendrowski | Történet: Bill Prady & Jim Reynolds & Anthony Del Broccolo Tévéjáték: Chuck Lorre & Steven Molaro & Eric Kaplan     | 2012. október 18. 2013. október 18.    | 15,73 millió |
| 116. | 5.  | A hologram gerjesztés (The Holographic Excitation)                 | Mark Cendrowski | Történet: Chuck Lorre & Eric Kaplan & Jeremy Howe Tévéjáték: Steven Molaro & Steve Holland & Maria Ferrari          | 2012. október 25. 2013. október 25.    | 15,82 millió |
| 117. | 6.  | A szóbarát szubkultúra (The Extract Obliteration)                  | Mark Cendrowski | Történet: Chuck Lorre & Bill Prady & Steve Holland Tévéjáték: Steven Molaro & Jim Reynolds & Eric Kaplan            | 2012. november 1. 2013. október 25.    | 15,90 millió |
| 118. | 7.  | A lakhely konfiguráció (The Habitation Configuration)              | Mark Cendrowski | Történet: Chuck Lorre & Eric Kaplan & Jim Reynolds Tévéjáték: Steven Molaro & Steve Holland & Maria Ferrari         | 2012. november 8. 2013. november 1.    | 16,68 millió |
| 119. | 8.  | A 43-as számú rejtély (The 43 Peculiarity)                         | Mark Cendrowski | Történet: Chuck Lorre & Dave Goetsch & Anthony Del Broccolo Tévéjáték: Steven Molaro & Jim Reynolds & Steve Holland | 2012. november 15. 2013. november 1.   | 17,63 millió |
| 120. | 9.  | A parkoló perpatvar (The Parking Spot Escalation)                  | Peter Chakos    | Történet: Chuck Lorre & Eric Kaplan & Adam Faberman Tévéjáték: Steven Molaro & Steve Holland & Maria Ferrari        | 2012. november 29. 2013. november 8.   | 17,25 millió |
| 121. | 10. | A halbél eltávolítás (The Fish Guts Displacement)                  | Mark Cendrowski | Történet: Chuck Lorre & Bill Prady & Tara Hernandez Tévéjáték: Steven Molaro & Eric Kaplan & Jim Reynolds           | 2012. december 6. 2013. november 8.    | 16,94 millió |
| 122. | 11. | A mikulás szimulálás (The Santa Simulation)                        | Mark Cendrowski | Történet: Chuck Lorre & Eric Kaplan & Steve Holland Tévéjáték: Steven Molaro & Jim Reynolds & Maria Ferrari         | 2012. december 13. 2013. november 15.  | 16,77 millió |
| 123. | 12. | Az ikrás szendvics ekvivalencia (The Egg Salad Equivalency)        | Mark Cendrowski | Történet: Chuck Lorre & Eric Kaplan & Jim Reynolds Tévéjáték: Steven Molaro & Bill Prady & Steve Holland            | 2013. január 3. 2013. november 15.     | 19,25 millió |
| 124. | 13. | A bakersfield-i expedíció (The Bakersfield Expedition)             | Mark Cendrowski | Történet: Chuck Lorre & Jim Reynolds & Steve Holland Tévéjáték: Steven Molaro & Eric Kaplan & Maria Ferrari         | 2013. január 10. 2013. november 22.    | 20,00 millió |
| 125. | 14. | A Cooper/Kripke ellentét (The Cooper/Kripke Inversion)             | Mark Cendrowski | Történet: Chuck Lorre & Eric Kaplan & Anthony Del Broccolo Tévéjáték: Steven Molaro & Jim Reynolds & Steve Holland  | 2013. január 31. 2013. november 22.    | 17,76 millió |
| 126. | 15. | A Harry Potter anomália (The Spoiler Alert Segmentation)           | Mark Cendrowski | Történet: Chuck Lorre & Eric Kaplan & Steve Holland Tévéjáték: Steven Molaro & Maria Ferrari & Adam Faberman        | 2013. február 7. 2013. november 29.    | 18,98 millió |
| 127. | 16. | A valentin bizonyítás (The Tangible Affection Proof)               | Mark Cendrowski | Történet: Chuck Lorre & Bill Prady & Steve Holland Tévéjáték: Steven Molaro & Jim Reynolds & Tara Hernandez         | 2013. február 14. 2013. november 29.   | 17,89 millió |
| 128. | 17. | A raj izolációs attitűd (The Monster Isolation)                    | Mark Cendrowski | Történet: Chuck Lorre & Dave Goetsch & Maria Ferrari Tévéjáték: Steven Molaro & Eric Kaplan & Steve Holland         | 2013. február 21. 2013. december 6.    | 17,62 millió |
| 129. | 18. | A diáklány kapacitálás (The Contractual Obligation Implementation) | Mark Cendrowski | Történet: Chuck Lorre & Eric Kaplan & Steve Holland Tévéjáték: Steven Molaro & Jim Reynolds & Maria Ferrari         | 2013. március 7. 2013. december 6.     | 17,63 millió |
| 130. | 19. | A gardrób reorganizáció (The Closet Reconfiguration)               | Anthony Rich    | Történet: Chuck Lorre & Jim Reynolds & Maria Ferrari Tévéjáték: Steven Molaro & Steve Holland & Eric Kaplan         | 2013. március 14. 2013. december 13.   | 15,90 millió |
| 131. | 20. | A pályázati turbulencia (The Tenure Turbulence)                    | Mark Cendrowski | Történet: Steven Molaro & Eric Kaplan & Maria Ferrari Tévéjáték: Chuck Lorre & Steve Holland & Jim Reynolds         | 2013. április 4. 2013. december 13.    | 17,24 millió |
| 132. | 21. | A lezárás terápia (The Closure Alternative)                        | Mark Cendrowski | Történet: Chuck Lorre & Bill Prady & Tara Hernandez Tévéjáték: Steven Molaro & Jim Reynolds & Steve Holland         | 2013. április 25. 2013. december 20.   | 15,05 millió |
| 133. | 22. | A proton vizit (The Proton Resurgence)                             | Mark Cendrowski | Történet: Chuck Lorre & Jim Reynolds & Steve Holland Tévéjáték: Steven Molaro & Eric Kaplan & Maria Ferrari         | 2013. május 2. 2013. december 20.      | 16,29 millió |
| 134. | 23. | A szerelmi bűbáj (The Love Spell Potential)                        | Anthony Rich    | Történet: Chuck Lorre & Jim Reynolds & Maria Ferrari Tévéjáték: Steven Molaro & Eric Kaplan & Steve Holland         | 2013. május 9. 2013. december 27.      | 16,30 millió |
| 135. | 24. | A Hawking dilemma (The Bon Voyage Reaction)                        | Mark Cendrowski | Történet: Steven Molaro & Steve Holland & Tara Hernandez Tévéjáték: Chuck Lorre & Jim Reynolds & Maria Ferrari      | 2013. május 16. 2013. december 27.     | 15,48 millió |

## 7. évad (2013-2014)
| Sor. | Év. | Cím                                                                   | Rendező         | Író | Premier                                | Nézettség    |
| ---- | --- | --------------------------------------------------------------------- | --------------- | --- | -------------------------------------- | ------------ |
| 136. | 1.  | A Howard elvonás (The Hofstadter Insufficiency)                       | Mark Cendrowski | Történet: Chuck Lorre & Steven Molaro & Tara Hernandez Tévéjáték: Eric Kaplan & Jim Reynolds & Steve Holland         | 2013. szeptember 26. 2014. március 28. | 18,99 millió |
| 137. | 2.  | A megtévesztés művészete (The Deception Verification)                 | Mark Cendrowski | Történet: Chuck Lorre & Eric Kaplan & Jim Reynolds Tévéjáték: Steven Molaro & Steve Holland & Maria Ferrari          | 2013. szeptember 26. 2014. március 28. | 20,44 millió |
| 138. | 3.  | A szerencse örvénye (The Scavenger Vortex)                            | Mark Cendrowski | Történet: Dave Goetsch & Eric Kaplan & Steve Holland Tévéjáték: Steven Molaro & Jim Reynolds & Maria Ferrari         | 2013. október 3. 2014. április 4.      | 18,22 millió |
| 139. | 4.  | A frigyláda fiaskó (The Raiders Minimization)                         | Mark Cendrowski | Történet: Chuck Lorre & Jim Reynolds & Tara Hernandez Tévéjáték: Steven Molaro & Steve Holland & Maria Ferrari       | 2013. október 10. 2014. április 4.     | 17,64 millió |
| 140. | 5.  | A munkahely közelítés (The Workplace Proximity)                       | Mark Cendrowski | Történet: Steven Molaro & Steve Holland & Maria Ferrari Tévéjáték: Chuck Lorre & Eric Kaplan & Jim Reynolds          | 2013. október 17. 2014. április 11.    | 17,80 millió |
| 141. | 6.  | A románc rezonancia (The Romance Resonance)                           | Mark Cendrowski | Történet: Eric Kaplan & Jim Reynolds & Tara Hernandez Tévéjáték: Steven Molaro & Steve Holland & Maria Ferrari       | 2013. október 24. 2014. április 11.    | 16,98 millió |
| 142. | 7.  | A Proton-probléma (The Proton Displacement)                           | Mark Cendrowski | Történet: Chuck Lorre & Maria Ferrari & Anthony Del Broccolo Tévéjáték: Steven Molaro & Eric Kaplan & Jim Reynolds   | 2013. november 7. 2014. április 18.    | 16,89 millió |
| 143. | 8.  | A viszketős agyszimuláció (The Itchy Brain Simulation)                | Mark Cendrowski | Történet: Steven Molaro & Bill Prady & Jim Reynolds Tévéjáték: Eric Kaplan & Steve Holland & Maria Ferrari           | 2013. november 14. 2014. április 18.   | 18,30 millió |
| 144. | 9.  | A hálaadási szeparáció (The Thanksgiving Decoupling)                  | Mark Cendrowski | Történet: Eric Kaplan & Steve Holland & Maria Ferrari Tévéjáték: Steven Molaro & Jim Reynolds & Jeremy Howe          | 2013. november 21. 2014. április 25.   | 18,94 millió |
| 145. | 10. | A felfedezés falszifikáció (The Discovery Dissipation)                | Mark Cendrowski | Történet: Eric Kaplan & Jim Reynolds & Maria Ferrari Tévéjáték: Steven Molaro & Steve Holland & Adam Faberman        | 2013. december 5. 2014. április 25.    | 15,63 millió |
| 146. | 11. | A Cooper deficiens (The Cooper Extraction)                            | Mark Cendrowski | Történet: Steven Molaro & Eric Kaplan & Maria Ferrari Tévéjáték: Jim Reynolds & Steve Holland & Tara Hernandez       | 2013. december 12. 2014. május 2.      | 17,68 millió |
| 147. | 12. | A határozatlanségi tényező (The Hesitation Ramification)              | Mark Cendrowski | Történet: Dave Goetsch & Jim Reynolds & Tara Hernandez Tévéjáték: Steven Molaro & Steve Holland & Maria Ferrari      | 2014. január 2. 2014. május 2.         | 19,20 millió |
| 148. | 13. | A munkahely metamorfózis (The Occupation Recalibration)               | Mark Cendrowski | Történet: Eric Kaplan & Maria Ferrari & Tara Hernandez Tévéjáték: Steven Molaro & Jim Reynolds & Steve Holland       | 2014. január 9. 2014. május 9.         | 20,35 millió |
| 149. | 14. | A Comic-con enigma (The Convention Conundrum)                         | Mark Cendrowski | Történet: Eric Kaplan & Jim Reynolds & Adam Faberman Tévéjáték: Steven Molaro & Dave Goetsch & Steve Holland         | 2014. január 30. 2014. május 9.        | 19,05 millió |
| 150. | 15. | A lokomotív manipuláció (The Locomotive Manipulation)                 | Mark Cendrowski | Történet: Jim Reynolds & Steve Holland & Tara Hernandez Tévéjáték: Steven Molaro & Eric Kaplan & Maria Ferrari       | 2014. február 6. 2014. május 16.       | 17,53 millió |
| 151. | 16. | Az asztal ellenhatás (The Table Polarization)                         | Gay Linvill     | Történet: Steven Molaro & Maria Ferrari & Tara Hernandez Tévéjáték: Chuck Lorre & Jim Reynolds & Steve Holland       | 2014. február 27. 2014. május 16.      | 17,73 millió |
| 152. | 17. | A barátság korrekció (The Friendship Turbulence)                      | Mark Cendrowski | Történet: Steven Molaro & Eric Kaplan & Tara Hernandez Tévéjáték: Jim Reynolds & Steve Holland & Maria Ferrari       | 2014. március 6. 2014. május 23.       | 18,09 millió |
| 153. | 18. | A mami megfigyelés (The Mommy Observation)                            | Mark Cendrowski | Történet: Jim Reynolds & Steve Holland & Maria Ferrari Tévéjáték: Steven Molaro & Eric Kaplan & Anthony Del Broccolo | 2014. március 13. 2014. május 23.      | 17,34 millió |
| 154. | 19. | A határozatlansági állandó (The Indecision Amalgamation)              | Anthony Rich    | Történet: Bill Prady & Eric Kaplan & Jim Reynolds Tévéjáték: Steven Molaro & Dave Goetsch & Steve Holland            | 2014. április 3. 2014. május 30.       | 17,73 millió |
| 155. | 20. | A kapcsolat diszkontinuitás (The Relationship Diremption)             | Mark Cendrowski | Történet: Steven Molaro & Bill Prady & Jim Reynolds Tévéjáték: Chuck Lorre & Eric Kaplan & Steve Holland             | 2014. április 10. 2014. május 30.      | 16,49 millió |
| 156. | 21. | A bármi megtörténhet reaktiváció (The Anything Can Happen Recurrence) | Mark Cendrowski | Történet: Steven Molaro & Eric Kaplan & Adam Faberman Tévéjáték: Jim Reynolds & Steve Holland & Tara Hernandez       | 2014. április 24. 2014. június 6.      | 16,44 millió |
| 157. | 22. | A Proton transzmogrifikáció (The Proton Transmogrification)           | Mark Cendrowski | Történet: Jim Reynolds & Maria Ferrari & Jeremy Howe Tévéjáték: Steven Molaro & Eric Kaplan & Steve Holland          | 2014. május 1. 2014. június 6.         | 16,07 millió |
| 158. | 23. | A gorilla instabilitás (The Gorilla Dissolution)                      | Peter Chakos    | Történet: Chuck Lorre & Jim Reynolds & Jeremy Howe Tévéjáték: Steven Molaro & Steve Holland & Eric Kaplan            | 2014. május 8. 2014. június 13.        | 14,42 millió |
| 159. | 24. | A Status quo dekompozíció (The Status Quo Combustion)                 | Mark Cendrowski | Történet: Eric Kaplan & Jim Reynolds & Jeremy Howe Tévéjáték: Steven Molaro & Steve Holland & Tara Hernandez         | 2014. május 15. 2014. június 13.       | 16,73 millió |

## 8. évad (2014-2015)
| Sor. | Év. | Cím                                                             | Rendező         | Író | Premier                                 | Nézettség    |
| ---- | --- | --------------------------------------------------------------- | --------------- | --- | --------------------------------------- | ------------ |
| 160. | 1.  | Lokomotívusz interruptusz (The Locomotion Interruption)         | Mark Cendrowski | Történet: Jim Reynolds & Maria Ferrari & Tara Hernandez Tévéjáték: Steven Molaro & Steve Holland & Eric Kaplan           | 2014. szeptember 22. 2014. december 5.  | 18,08 millió |
| 161. | 2.  | A Professzor paradoxon (The Junior Professor Solution)          | Mark Cendrowski | Történet: Steven Molaro & Eric Kaplan & Steve Holland Tévéjáték: Jim Reynolds & Maria Ferrari & Tara Hernandez           | 2014. szeptember 22. 2014. december 12. | 18,30 millió |
| 162. | 3.  | A Baseball elégtelenség (The First Pitch Insufficiency)         | Mark Cendrowski | Történet: Chuck Lorre & Jim Reynolds & Anthony Del Broccolo Tévéjáték: Steven Molaro & Steve Holland & Maria Ferrari     | 2014. szeptember 29. 2014. december 19. | 16,44 millió |
| 163. | 4.  | A kavarás kakofónia (The Hook-Up Reverberation)                 | Mark Cendrowski | Történet: Steve Holland & Maria Ferrari & Tara Hernandez Tévéjáték: Steven Molaro & Eric Kaplan & Jim Reynolds           | 2014. október 6. 2015. január 2.        | 15,94 millió |
| 164. | 5.  | A figyelem deficiens (The Focus Attenuation)                    | Mark Cendrowski | Történet: Jim Reynolds & Maria Ferrari & Adam Faberman Tévéjáték: Steven Molaro & Eric Kaplan & Steve Holland            | 2014. október 13. 2015. január 9.       | 15,63 millió |
| 165. | 6.  | Az expedíciós megközelítés (The Expedition Approximation)       | Mark Cendrowski | Történet: Steven Molaro & Dave Goetsch & Tara Hernandez Tévéjáték: Jim Reynolds & Steve Holland & Maria Ferrari          | 2014. október 20. 2015. január 16.      | 16,02 millió |
| 166. | 7.  | A félreértés irritáció (The Misinterpretation Agitation)        | Mark Cendrowski | Történet: Chuck Lorre & Eric Kaplan & Jim Reynolds Tévéjáték: Steven Molaro & Steve Holland & Maria Ferrari              | 2014. október 30. 2015. január 23.      | 16,25 millió |
| 167. | 8.  | A bál ekvivalencia (The Prom Equivalency)                       | Mark Cendrowski | Történet: Jim Reynolds & Steve Holland & Jeremy Howe Tévéjáték: Steven Molaro & Eric Kaplan & Maria Ferrari              | 2014. november 6. 2015. január 30.      | 16,56 millió |
| 168. | 9.  | Az orrsövény defektus (The Septum Deviation)                    | Anthony Rich    | Történet: Steven Molaro & Bill Prady & Maria Ferrari Tévéjáték: Eric Kaplan & Steve Holland & Tara Hernandez             | 2014. november 13. 2015. február 6.     | 16,90 millió |
| 169. | 10. | A pezsgő kontempláció (The Champagne Reflection)                | Mark Cendrowski | Történet: Steven Molaro & Tara Hernandez & David Saltzberg & Ph.D Tévéjáték: Jim Reynolds & Steve Holland & Dave Goetsch | 2014. november 20. 2015. február 13.    | 14,61 millió |
| 170. | 11. | A tiszta szoba kontamináció (The Clean Room Infiltration)       | Mark Cendrowski | Történet: Maria Ferrari & Tara Hernandez & Jeremy Howe Tévéjáték: Eric Kaplan & Jim Reynolds & Steve Holland             | 2014. december 11. 2015. február 20.    | 15,49 millió |
| 171. | 12. | Az űrszonda trauma (The Space Probe Disintegration)             | Mark Cendrowski | Történet: Bill Prady & Eric Kaplan & Jim Reynolds Tévéjáték: Steven Molaro & Steve Holland & Maria Ferrari               | 2015. január 8. 2015. február 27.       | 18,11 millió |
| 172. | 13. | A nyugtalanság stimuláció (The Anxiety Optimization)            | Mark Cendrowski | Történet: Eric Kaplan & Maria Ferrari & Adam Faberman Tévéjáték: Jim Reynolds & Steve Holland & Tara Hernandez           | 2015. január 29. 2015. március 6.       | 17,25 millió |
| 173. | 14. | A troll inzultus (The Troll Manifestation)                      | Mark Cendrowski | Történet: Steven Molaro & Eric Kaplan & Tara Hernandez Tévéjáték: Jim Reynolds & Steve Holland & Maria Ferrari           | 2015. február 5. 2015. március 13.      | 17,09 millió |
| 174. | 15. | A képregénybolt regeneráció (The Comic Book Store Regeneration) | Mark Cendrowski | Történet: Jim Reynolds & Maria Ferrari & Jeremy Howe Tévéjáték: Steven Molaro & Eric Kaplan & Steve Holland              | 2015. február 19. 2015. március 20.     | 17,49 millió |
| 175. | 16. | A szerelem katalizátor (The Intimacy Acceleration)              | Mark Cendrowski | Történet: Dave Goetsch & Eric Kaplan & Tara Hernandez Tévéjáték: Steven Molaro & Jim Reynolds & Steve Holland            | 2015. február 26. 2015. március 27.     | 16,67 millió |
| 176. | 17. | A kolonizációs pályázat (The Colonization Application)          | Mark Cendrowski | Történet: Dave Goetsch & Jim Reynolds & Tara Hernandez Tévéjáték: Steven Molaro & Eric Kaplan & Maria Ferrari            | 2015. március 5. 2015. április 3.       | 18,17 millió |
| 177. | 18. | A kajamaradék termalizáció (The Leftover Thermalization)        | Mark Cendrowski | Történet: Steven Molaro & Maria Ferrari & Jeremy Howe Tévéjáték: Eric Kaplan & Jim Reynolds & Steve Holland              | 2015. március 12. 2015. június 19.      | 16,13 millió |
| 178. | 19. | A Skywalker kitérő (The Skywalker Incursion)                    | Mark Cendrowski | Történet: Jim Reynolds & Tara Hernandez & Jeremy Howe Tévéjáték: Steven Molaro & Steve Holland & Maria Ferrari           | 2015. április 2. 2015. június 26.       | 13,89 millió |
| 179. | 20. | Az erőd implementáció (The Fortification Implementation)        | Mark Cendrowski | Történet: Jim Reynolds & Saladin K. Patterson & Tara Hernandez Tévéjáték: Steven Molaro & Steve Holland & Maria Ferrari  | 2015. április 9. 2015. június 26.       | 14,78 millió |
| 180. | 21. | A kommunikációs kontraszt (The Communication Deterioration)     | Mark Cendrowski | Történet: Dave Goetsch & Steve Holland & Jeremy Howe Tévéjáték: Steven Molaro & Eric Kaplan & Jim Reynolds               | 2015. április 16. 2015. július 3.       | 14,82 millió |
| 181. | 22. | A ballagási beszéd (The Graduation Transmission)                | Anthony Rich    | Történet: Chuck Lorre & Dave Goetsch & Anthony Del Broccolo Tévéjáték: Steven Molaro & Steve Holland & Eric Kaplan       | 2015. április 23. 2015. július 3.       | 14,63 millió |
| 182. | 23. | Anyai gondok (The Maternal Combustion)                          | Anthony Rich    | Történet: Steven Molaro & Tara Hernandez & Jeremy Howe Tévéjáték: Chuck Lorre & Jim Reynolds & Maria Ferrari             | 2015. április 30. 2015. július 10.      | 13,85 millió |
| 183. | 24. | Az elkötelezettség determináció (The Commitment Determination)  | Mark Cendrowski | Történet: Chuck Lorre & Jim Reynolds & Maria Ferrari Tévéjáték: Steven Molaro & Steve Holland & Eric Kaplan              | 2015. május 7. 2015. július 10.         | 14,64 millió |

## 9. évad (2015-2016)
| Sor. | Év. | Cím                                                                | Rendező         | Író | Premier                              | Nézettség    |
| ---- | --- | ------------------------------------------------------------------ | --------------- | --- | ------------------------------------ | ------------ |
| 184. | 1.  | Egy házasság hatásai (The Matrimonial Momentum)                    | Mark Cendrowski | Történet: Chuck Lorre & Jim Reynolds & Maria Ferrari Tévéjáték: Steven Molaro & Steve Holland & Eric Kaplan                   | 2015. szeptember 21. 2016. május 18. | 18,20 millió |
| 185. | 2.  | A szeparációs oszcilláció (The Separation Oscillation)             | Mark Cendrowski | Történet: Steven Molaro & Steve Holland & Tara Hernandez Tévéjáték: Chuck Lorre & Jim Reynolds & Maria Ferrari                | 2015. szeptember 28. 2016. május 25. | 15,23 millió |
| 186. | 3.  | A legénybúcsú-defektus (The Bachelor Party Corrosion)              | Mark Cendrowski | Történet: Dave Goetsch & Jim Reynolds & Jeremy Howe Tévéjáték: Steven Molaro & Steve Holland & Eric Kaplan                    | 2015. október 5. 2016. május 25.     | 15,40 millió |
| 187. | 4.  | A 2003 közelítés (The 2003 Approximation)                          | Mark Cendrowski | Történet: Chuck Lorre & Steve Holland & Eric Kaplan Tévéjáték: Steven Molaro & Maria Ferrari & Tara Hernandez                 | 2015. október 12. 2016. június 1.    | 14,96 millió |
| 188. | 5.  | A veríték koegzisztencia (The Perspiration Implementation)         | Mark Cendrowski | Történet: Chuck Lorre & Eric Kaplan & Maria Ferrari Tévéjáték: Steven Molaro & Jim Reynolds & Saladin K. Patterson            | 2015. október 19. 2016. június 1.    | 14,68 millió |
| 189. | 6.  | A hélium deficiens (The Helium Insufficiency)                      | Mark Cendrowski | Történet: Steve Holland & Maria Ferrari & Anthony Del Broccolo Tévéjáték: Steven Molaro & Eric Kaplan & Jim Reynolds          | 2015. október 26. 2016. június 8.    | 16,32 millió |
| 190. | 7.  | A Spock-hasonulás (The Spock Resonance)                            | Nikki Lorre     | Történet: Chuck Lorre & Jim Reynolds & Tara Hernandez Tévéjáték: Steven Molaro & Steve Holland & Jeremy Howe                  | 2015. november 5. 2016. június 8.    | 14,81 millió |
| 191. | 8.  | A titkos randimegfigyelés (The Mystery Date Observation)           | Mark Cendrowski | Történet: Steven Molaro & Eric Kaplan & Jim Reynolds Tévéjáték: Chuck Lorre & Steve Holland & Tara Hernandez                  | 2015. november 12. 2016. június 15.  | 14,92 millió |
| 192. | 9.  | A plátói permutáció (The Platonic Permutation)                     | Mark Cendrowski | Történet: Jim Reynolds & Jeremy Howe & Tara Hernandez Tévéjáték: Steve Holland & Maria Ferrari & Adam Faberman                | 2015. november 19. 2016. június 15.  | 15,19 millió |
| 195. | 12. | Az orvoslátogató szublimáció (The Sales Call Sublimation)          | Mark Cendrowski | Történet: Steve Holland & Jim Reynolds & Saladin K. Patterson Tévéjáték: Steven Molaro & Maria Ferrari & Anthony Del Broccolo | 2016. január 7. 2016. június 29.     | 15,85 millió |
| 196. | 13. | Az empátia optimalizáció (The Empathy Optimization)                | Mark Cendrowski | Történet: Chuck Lorre & Eric Kaplan & Dave Goetsch Tévéjáték: Steven Molaro & Steve Holland & Saladin K. Patterson            | 2016. január 14. 2016. június 29.    | 15,75 millió |
| 197. | 14. | A Mimó-materializáció (The Meemaw Materialization)                 | Mark Cendrowski | Történet: Chuck Lorre & Jim Reynolds & Maria Ferrari Tévéjáték: Steven Molaro & Steve Holland & Tara Hernandez                | 2016. február 4. 2016. július 6.     | 15,29 millió |
| 198. | 15. | A Valentino-süllyedés (The Valentino Submergence)                  | Mark Cendrowski | Történet: Steven Molaro & Jim Reynolds & Tara Hernandez Tévéjáték: Steve Holland & Eric Kaplan & Jeremy Howe                  | 2016. február 11. 2016. július 6.    | 16,25 millió |
| 199. | 16. | A pozitív-negatív reakció (The Positive Negative Reaction)         | Mark Cendrowski | Történet: Eric Kaplan & Jim Reynolds & Saladin K. Patterson Tévéjáték: Steven Molaro & Steve Holland & Maria Ferrari          | 2016. február 18. 2016. július 13.   | 15,24 millió |
| 200. | 17. | A megünneplési kísérlet (The Celebration Experimentation)          | Mark Cendrowski | Történet: Chuck Lorre & Eric Kaplan & Jeremy Howe Tévéjáték: Steven Molaro & Steve Holland & Tara Hernandez                   | 2016. február 25. 2016. július 13.   | 15,94 millió |
| 201. | 18. | Az örökké fennmaradó giroszkóp (The Application Deterioration)     | Mark Cendrowski | Történet: Steven Molaro & Eric Kaplan & Adam Faberman Tévéjáték: Steve Holland & Jim Reynolds & Maria Ferrari                 | 2016. március 10. 2016. július 20.   | 14,68 millió |
| 202. | 19. | A forrasztóón elterelő hadművelet (The Solder Excursion Diversion) | Mark Cendrowski | Történet: Bill Prady & Eric Kaplan & Maria Ferrari Tévéjáték: Steven Molaro & Steve Holland & Saladin K. Patterson            | 2016. március 31. 2016. július 20.   | 14,24 millió |
| 203. | 20. | A mackó precipitátum (The Big Bear Precipitation)                  | Mark Cendrowski | Történet: Chuck Lorre & Dave Goetsch & Tara Hernandez Tévéjáték: Steven Molaro & Steve Holland & Jim Reynolds                 | 2016. április 7. 2016. július 27.    | 13,50 millió |
| 204. | 21. | A lakótárs-míting izzás (The Viewing Party Combustion)             | Mark Cendrowski | Történet: Eric Kaplan & Maria Ferrari & Jeremy Howe Tévéjáték: Steven Molaro & Steve Holland & Tara Hernandez                 | 2016. április 21. 2016. július 27.   | 14,16 millió |
| 205. | 22. | A fermentációs bifurkáció (The Fermentation Bifurcation)           | Nikki Lorre     | Történet: Steven Molaro & Jim Reynolds & Anthony Del Broccolo Tévéjáték: Chuck Lorre & Steve Holland & Tara Hernandez         | 2016. április 28. 2016. augusztus 3. | 14,13 millió |
| 206. | 23. | A pozíció szubsztitúció (The Line Substitution Solution)           | Anthony Rich    | Történet: Steve Holland & Saladin K. Patterson & Tara Hernandez Tévéjáték: Steven Molaro & Eric Kaplan & Maria Ferrari        | 2016. május 5. 2016. augusztus 3.    | 13,22 millió |
| 207. | 24. | A konvergencia konvergenciája (The Convergence Convergence)        | Mark Cendrowski | Történet: Steven Molaro & Tara Hernandez & Adam Faberman Tévéjáték: Chuck Lorre & Steve Holland & Jeremy Howe                 | 2016. május 12. 2016. augusztus 10.  | 14,73 millió |

## 10. évad (2016-2017)
| Sor. | Év. | Cím                                                                 | Rendező         | Író | Premier                               | Nézettség    |
| ---- | --- | ------------------------------------------------------------------- | --------------- | --- | ------------------------------------- | ------------ |
| 208. | 1.  | A házastárs-sejtés (The Conjugal Conjecture)                        | Mark Cendrowski | Történet: Chuck Lorre & Steve Holland & Tara Hernandez Tévéjáték: Steven Molaro & Eric Kaplan & Jim Reynolds                  | 2016. szeptember 19. 2017. február 8. | 15,82 millió |
| 209. | 2.  | Katonai miniatürizáció (The Military Miniaturization)               | Mark Cendrowski | Történet: Chuck Lorre & Eric Kaplan & Jim Reynolds Tévéjáték: Steven Molaro & Steve Holland & Maria Ferrari                   | 2016. szeptember 26. 2017. február 8. | 14,24 millió |
| 210. | 3.  | A dependencia transzcendencia (The Dependence Transcendence)        | Mark Cendrowski | Történet: Steven Molaro & Saladin K. Patterson & Tara Hernandez Tévéjáték: Steve Holland & Maria Ferrari & Jeremy Howe        | 2016. október 3. 2017. február 15.    | 14,32 millió |
| 211. | 4.  | Kísérleti kohabitáció (The Cohabitation Experimentation)            | Mark Cendrowski | Történet: Chuck Lorre & Dave Goetsch & Maria Ferrari Tévéjáték: Steven Molaro & Steve Holland & Tara Hernandez                | 2016. október 10. 2017. február 15.   | 14,41 millió |
| 212. | 5.  | A jacuzzi-kontamináció (The Hot Tub Contamination)                  | Mark Cendrowski | Történet: Chuck Lorre & Maria Ferrari & Tara Hernandez Tévéjáték: Steve Holland & Eric Kaplan & Jim Reynolds                  | 2016. október 17. 2017. február 22.   | 14,20 millió |
| 213. | 6.  | A magzati katalizátor (The Fetal Kick Catalyst)                     | Mark Cendrowski | Történet: Steve Holland & Tara Hernandez & Jeremy Howe Tévéjáték: Steven Molaro & Saladin K. Patterson & Anthony Del Broccolo | 2016. október 27. 2017. február 22.   | 14,31 millió |
| 214. | 7.  | Az igazság elaszticitás (The Veracity Elasticity)                   | Mark Cendrowski | Történet: Steven Molaro & Eric Kaplan & Maria Ferrari Tévéjáték: Steve Holland & Jim Reynolds & Adam Faberman                 | 2016. november 3. 2017. március 1.    | 14,18 millió |
| 215. | 8.  | Az agysejt inkubáció (The Brain Bowl Incubation)                    | Mark Cendrowski | Történet: Chuck Lorre & Steve Holland & Saladin K. Patterson Tévéjáték: Steven Molaro & Maria Ferrari & Tara Hernandez        | 2016. november 10. 2017. március 1.   | 14,47 millió |
| 216. | 9.  | A geológiai eleváció (The Geology Elevation)                        | Mark Cendrowski | Történet: Chuck Lorre & Erik Kaplan & Maria Ferrari Tévéjáték: Steve Holland & Jim Reynolds & Jeremy Howe                     | 2016. november 17. 2017. március 8.   | 14,34 millió |
| 217. | 10. | A vagyonmegosztási kollízió (The Property Division Collision)       | Mark Cendrowski | Történet: Steve Holland & Bill Prady & Steve Goetsch Tévéjáték: Steven Molaro & Maria Ferrari & Tara Hernandez                | 2016. december 1. 2017. március 8.    | 14,54 millió |
| 218. | 11. | A születésnap szinkronicitás (The Birthday Synchronicity)           | Nikki Lorre     | Történet: Chuck Lorre & Steve Holland & Maria Ferrari Tévéjáték: Steven Molaro & Eric Kaplan & Tara Hernandez                 | 2016. december 15. 2017. március 15.  | 15,96 millió |
| 219. | 12. | Az újévi szummáció (The Holiday Summation)                          | Mark Cendrowski | Történet: Steven Molaro & Eric Kaplan & Tara Hernandez Tévéjáték: Steve Holland & Maria Ferrari & Jeremy Howe                 | 2017. január 5. 2017. március 15.     | 16,80 millió |
| 220. | 13. | A romantika rekalibráció (The Romance Recalibration)                | Mark Cendrowski | Történet: Chuck Lorre & Dave Goetsch & Anthony Del Broccolo Tévéjáték: Steven Molaro & Steve Holland & Saladin K. Patterson   | 2017. január 19. 2017. március 22.    | 15,15 millió |
| 221. | 14. | Az emóció detekció automatizáció (The Emotion Detection Automation) | Mark Cendrowski | Történet: Chuck Lorre & Steven Molaro & Eric Kaplan Tévéjáték: Steve Holland & Jim Reynolds & Saladin K. Patterson            | 2017. február 2. 2017. március 29.    | 14,66 millió |
| 222. | 15. | A lokomotív reverberáció (The Locomotion Reverberation)             | Mark Cendrowski | Történet: Chuck Lorre & Steve Holland & Jim Reynolds Tévéjáték: Steven Molaro & Maria Ferrari & Tara Hernandez                | 2017. február 9. 2017. április 5.     | 14,15 millió |
| 223. | 16. | Az apanázs evaporáció (The Allowance Evaporation)                   | Mark Cendrowski | Történet: Eric Kaplan & Maria Ferrari & Jeremy Howe Tévéjáték: Steven Molaro & Steve Holland & Jim Reynolds                   | 2017. február 16. 2017. április 12.   | 13,51 millió |
| 224. | 17. | A Comic-Con problematika (The Comic-Con Conundrum)                  | Mark Cendrowski | Történet: Eric Kaplan & Saladin K. Patterson & Tara Hernandez Tévéjáték: Steven Molaro & Steve Holland & Maria Ferrari        | 2017. február 23. 2017. április 19.   | 13,38 millió |
| 225. | 18. | A menekülő út identifikáció (The Escape Hatch Identification)       | Mark Cendrowski | Történet: Steven Molaro & Eric Kaplan & Anthony Del Broccolo Tévéjáték: Steve Holland & Jim Reynolds & Tara Hernandez         | 2017. március 9. 2017. április 26.    | 13,08 millió |
| 226. | 19. | A kollaborációs fluktuáció (The Collaboration Fluctuation)          | Mark Cendrowski | Történet: Chuck Lorre & Tara Hernandez & Giuseppe Graziano Tévéjáték: Steven Molaro & Steve Holland & Dave Goetsch            | 2017. március 30. 2017. május 3.      | 12,78 millió |
| 227. | 20. | Az emlékezet disszipáció (The Recollection Dissipation)             | Mark Cendrowski | Történet: Eric Kaplan & Tara Hernandez & Jeremy Howe Tévéjáték: Steven Molaro & Steve Holland & Maria Ferrari                 | 2017. április 6. 2017. május 10.      | 12,59 millió |
| 228. | 21. | A szeparációs szorongás (The Separation Agitation)                  | Mark Cendrowski | Történet: Steven Molaro & Jim Reynolds & Maria Ferrari Tévéjáték: Steve Holland & Tara Hernandez & Jeremy Howe                | 2017. április 13. 2017. május 17.     | 11,89 millió |
| 229. | 22. | A kogníció regeneráció (The Cognition Regeneration)                 | Mark Cendrowski | Történet: Steve Holland & Tara Hernandez & Jeremy Howe Tévéjáték: Dave Goetsch & Eric Kaplan & Jim Reynolds                   | 2017. április 27. 2017. május 24.     | 12,52 millió |
| 230. | 23. | A giroszkopikus összeomlás (The Gyroscopic Collapse)                | Anthony Rich    | Történet: Chuck Lorre & Steve Holland & Alex Ayers Tévéjáték: Steven Molaro & Jim Reynolds & Saladin K. Patterson             | 2017. május 4. 2017. május 31.        | 12,39 millió |
| 231. | 24. | A távolsági disszonancia (The Long Distance Dissonance)             | Mark Cendrowski | Történet: Steven Molaro & Eric Kaplan & Jim Reynolds Tévéjáték: Chuck Lorre & Steve Holland & Tara Hernandez                  | 2017. május 11. 2017. június 7.       | 12,99 millió |

## 11. évad (2017-2018)
| Sor. | Év. | Cím                                                       | Rendező         | Író | Premier                               | Nézettség    |
| ---- | --- | --------------------------------------------------------- | --------------- | --- | ------------------------------------- | ------------ |
| 232. | 1.  | A lánykéréses kérés (The Proposal Proposal)               | Mark Cendrowski | Történet: Chuck Lorre & Eric Kaplan & Jeremy Howe Tévéjáték: Steve Holland & Maria Ferrari & Tara Hernandez             | 2017. szeptember 25. 2018. március 7. | 17,65 millió |
| 233. | 2.  | A helyesbítési kísérlet (The Retraction Reaction)         | Mark Cendrowski | Történet: Steven Molaro & Steve Holland & Maria Ferrari Tévéjáték: Dave Goetsch & Eric Kaplan & Anthony Del Broccolo    | 2017. október 2. 2018. március 7.     | 14,06 millió |
| 234. | 3.  | A relaxáció integráció (The Relaxation Integration)       | Mark Cendrowski | Történet: Chuck Lorre & Steve Holland & Adam Faberman Tévéjáték: Maria Ferrari & Andy Gordon & Tara Hernandez           | 2017. október 9. 2018. március 14.    | 13,13 millió |
| 235. | 4.  | A kollaborációs szennyeződés (The Explosion Implosion)    | Mark Cendrowski | Történet: Bill Prady & Maria Ferrari & Tara Hernandez Tévéjáték: Steve Holland & Eric Kaplan & Jeremy Howe              | 2017. október 16. 2018. március 14.   | 13,07 millió |
| 236. | 5.  | A láncreakciós reakció (The Collaboration Contamination)  | Nikki Lorre     | Történet: Steven Molaro & Steve Holland & Eric Kaplan Tévéjáték: Dave Goetsch & Maria Ferrari & Jeremy Howe             | 2017. október 23. 2018. március 21.   | 13,20 millió |
| 237. | 6.  | A Proton regeneráció (The Proton Regeneration)            | Mark Cendrowski | Történet: Steven Molaro, Dave Goetsch, Alex Yonks Tévéjáték: Dave Steve Holland, Andy Gordon, Jeremy Howe               | 2017. november 2. 2018. március 21.   | 17,17 millió |
| 238. | 7.  | A geológiai metodológia (The Geology Methodology)         | Mark Cendrowski | Történet: Steven Holland & Anthony Del Broccolo & Adam Faberman Tévéjáték: Eric Kaplan & Maria Ferrari & Tara Hernandez | 2017. november 9. 2018. március 28.   | 13,80 millió |
| 239. | 8.  | A Tesla újratekercselés (The Tesla Recoil)                | Anthony Rich    | Történet: Chuck Lorre & Eric Kaplan & Tara Hernandez Tévéjáték: Steve Holland & Maria Ferrari & Jeremy Howe             | 2017. november 16. 2018. március 28.  | 13,44 millió |
| 240. | 9.  | A Bitcoin összefonódás (The Bitcoin Entanglement)         | Mark Cendrowski | Történet: Holland & Andy Gordon & Jeremy Howe Tévéjáték: Dave Goetsch & Maria Ferrari & Anthony Del Broccolo            | 2017. november 30. 2018. április 4.   | 13,84 millió |
| 241. | 10. | Az önbizalom erózió (The Confidence Erosion)              | Mark Cendrowski | Történet: Bill Prady & Maria Ferrari & Adam Faberman Tévéjáték: Steve Holland & Eric Kaplan & Tara Hernandez            | 2017. december 7. 2018. április 4.    | 14,41 millió |
| 242. | 11. | Az önbizalom reverberáció (The Celebration Reverberation) | Mark Cendrowski | Történet: Holland & Eric Kaplan & Alex Ayers Tévéjáték: Dave Goetsch & Maria Ferrari & Jeremy Howe                      | 2017. december 14. 2018. április 11.  | 13,74 millió |
| 243. | 12. | Az esküvői felmérés (The Matrimonial Metric)              | Mark Cendrowski | Történet: Maria Ferrari & Tara Hernandez & Jeremy Howe Tévéjáték: Steve Holland & Eric Kaplan & Andy Gordon             | 2018. január 4. 2018. április 11.     | 16,16 millió |
| 244. | 13. | A szóló oszcilláció (The Solo Oscillation)                | Mark Cendrowski | Történet: Chuck Lorre & Steve Holland & Anthony Del Broccolo Tévéjáték: Eric Kaplan & Maria Ferrari & Jeremy Howe       | 2018. január 11. 2018. április 18.    | 15,93 millió |
| 245. | 14. | A szeparációs háromszög (The Separation Triangulation)    | Mark Cendrowski | Történet: Chuck Lorre & Eric Kaplan & Maria Ferrari Tévéjáték: Steven Molaro & Steve Holland & Tara Hernandez           | 2018. január 18. 2018. április 18.    | 14,92 millió |
| 246. | 15. | A regény korreláció (The Novelization Correlation)        | Mark Cendrowski | Történet: Steve Holland & Andy Gordon & Adam Faberman Tévéjáték: Eric Kaplan & Maria Ferrari & Jeremy Howe              | 2018. február 1. 2018. április 25.    | 14,69 millió |
| 247. | 16. | Az újszülött nomenklatúra (The Neonatal Nomenclature)     | Gay Linvill     | Történet: Eric Kaplan & Maria Ferrari & Anthony Del Broccolo Tévéjáték: Steve Holland & Tara Hernandez & Adam Faberman  | 2018. március 1. 2018. április 25.    | 13,75 millió |
| 248. | 17. | Az Athenaeum allokáció (The Athenaeum Allocation)         | Mark Cendrowski | Történet: Steve Holland & Steven Molaro & Tara Hernandez Tévéjáték: Dave Goetsch & Eric Kaplan & Maria Ferrari          | 2018. március 8. 2018. május 2.       | 13,88 millió |
| 249. | 18. | A Gates láz (The Gates Excitation)                        | Mark Cendrowski | Történet: Eric Kaplan & Maria Ferrari & Andy Gordon Tévéjáték: Steve Holland & Tara Hernadnez & Jeremy Howe             | 2018. március 29. 2018. május 9.      | 13,26 millió |
| 250. | 19. | A bérlői diszasszociáció (The Tenant Disassociation)      | Mark Cendrowski | Történet: Steve Holland & Jeremy Howe & Trevor Alper Tévéjáték: Dave Goetsch & Eric Kaplan & Maria Ferrari              | 2018. április 5. 2018. május 16.      | 13,00 millió |
| 251. | 20. | A visszavonult potenciál (The Reclusive Potential)        | Mark Cendrowski | Történet: Maria Ferrari & Anthony Del Broccolo & Tara Hernandez Tévéjáték: Steve Holland & Eric Kaplan & Adam Faberman  | 2018. április 12. 2018. május 23.     | 12,77 millió |
| 252. | 21. | Az üstökös polarizáció (The Comet Polarization)           | Mark Cendrowski | Történet: Steve Holland & Bill Prady & Eric Kaplan Tévéjáték: Maria Ferrari & Andy Gordon & Tara Hernandez              | 2018. április 19. 2018. május 30.     | 12,91 millió |
| 253. | 22. | A monetáris elégtelenség (The Monetary Insufficiency)     | Nikki Lorre     | Történet: Dave Goetsch & Maria Ferrari & Tara Hernandez Tévéjáték: Steve Holland & Eric Kaplan & Jeremy Howe            | 2018. április 26. 2018. június 6.     | 11,79 millió |
| 254. | 23. | A testvéri átrendeződés (The Sibling Realignment)         | Mark Cendrowski | Történet: Steve Holland & Eric Kaplan & Anthony Del Broccolo Tévéjáték: Dave Goetsch & Maria Ferrari & Jeremy Howe      | 2018. május 3. 2018. június 13.       | 12,93 millió |
| 255. | 24. | A nyakkendő aszimmetria (The Bow Tie Asymmetry)           | Mark Cendrowski | Történet: Chuck Lorre & Steven Molaro & Maria Ferrari Tévéjáték: Steve Holland & Eric Kaplan & Tara Hernandez           | 2018. május 10. 2018. június 13.      | 15,51 millió |

## 12. évad (2018-2019)
| Sor. | Év. | Cím                                                               | Rendező         | Író | Premier                               | Nézettség    |
| ---- | --- | ----------------------------------------------------------------- | --------------- | --- | ------------------------------------- | ------------ |
| 256. | 1.  | A házassági konfiguráció (The Conjugal Configuration)             | Mark Cendrowski | Történet: Chuck Lorre & Eric Kaplan & Tara Hernandez Tévéjáték: Steve Holland & Maria Ferrari & Jeremy Howe                                                                    | 2018. szeptember 24. 2019. január 7.  | 12,92 millió |
| 257. | 2.  | A nászajándék féreglyuk (The Wedding Gift Wormhole)               | Mark Cendrowski | Történet: Steve Holland & Steven Molaro & Maria Ferrari Tévéjáték: Dave Goetsch & Eric Kaplan & Andy Gordon                                                                    | 2018. szeptember 27. 2019. január 14. | 12,02 millió |
| 258. | 3.  | A prokreációs kalkuláció (The Procreation Calculation)            | Mark Cendrowski | Történet: Chuck Lorre & Tara Hernandez & Adam Faberman Tévéjáték: Steve Holland & Maria Ferrari & Anthony Del Broccolo                                                         | 2018. október 4. 2019. január 21.     | 12,29 millió |
| 259. | 4.  | A Tam turbulencia (The Tam Turbulence)                            | Mark Cendrowski | Történet: Steve Holland & Steven Molaro & Maria Ferrari Tévéjáték: Dave Goetsch & Eric Kaplan & Jeremy Howe                                                                    | 2018. október 11. 2019. január 28.    | 12,94 millió |
| 260. | 5.  | A planetáriumi kollízió (The Planetarium Collision)               | Mark Cendrowski | Történet: Eric Kaplan & Andy Gordon & Alex Ayers Tévéjáték: Steve Holland & Maria Ferrari & Tara Hernandez                                                                     | 2018. október 18. 2019. február 4.    | 12,22 millió |
| 261. | 6.  | Az imitációs perturbáció (The Imitation Perturbation)             | Mark Cendrowski | Történet: Steve Holland & Maria Ferrari & Tara Hernandez Tévéjáték: Eric Kaplan & Jeremy Howe & Adam Faberman                                                                  | 2018. október 25. 2019. február 11.   | 12,99 millió |
| 262. | 7.  | A támogatásallokációs deriváció (The Grant Allocation Derivation) | Mark Cendrowski | Történet: Eric Kaplan & Anthony Del Broccolo & Alex Yonks Tévéjáték: Steve Holland & Dave Goetsch & Maria Ferrari                                                              | 2018. november 1. 2019. február 18.   | 12,64 millió |
| 263. | 8.  | Az elhálási deviáció (The Consummation Deviation)                 | Mark Cendrowski | Történet: Chuck Lorre & Steve Holland & Maria Ferrari Tévéjáték: Eric Kaplan & Andy Gordon & Adam Faberman                                                                     | 2018. november 8. 2019. február 25.   | 12,85 millió |
| 264. | 9.  | A hivatkozás negáció (The Citation Negation)                      | Kristy Cecil    | Történet: Eric Kaplan & Tara Hernandez & Jeremy Howe Tévéjáték: Steve Holland & Dave Goetsch & Maria Ferrari                                                                   | 2018. november 15. 2019. március 4.   | 12,56 millió |
| 265. | 10. | A videó illumináció (The VCR Illumination)                        | Mark Cendrowski | Történet: Steve Holland & Steven Molaro & Bill Prady Tévéjáték: Maria Ferrari & Andy Gordon & Jeremy Howe                                                                      | 2018. december 6. 2019. március 11.   | 12,52 millió |
| 266. | 11. | A paintball szóródás (The Paintball Scattering)                   | Mark Cendrowski | Történet: Maria Ferrari & Tara Hernandez & Adam Faberman Tévéjáték: Steve Holland & Eric Kaplan & Anthony Del Broccolo                                                         | 2019. január 3. 2019. március 18.     | 12,80 millió |
| 267. | 12. | A szaporodási propozíció (The Propagation Proposition)            | Mark Cendrowski | Történet: Chuck Lorre & Steve Holland & Jeremy Howe Tévéjáték: Maria Ferrari & Dave Goetsch & Eric Kaplan                                                                      | 2019. január 10. 2019. március 25.    | 13,53 millió |
| 268. | 13. | A megerősítési polarizáció (The Confirmation Polarization)        | Mark Cendrowski | Történet: Eric Kaplan & Andy Gordon & Anthony Del Broccolo Tévéjáték: Steve Holland & Maria Ferrari & Tara Hernandez                                                           | 2019. január 17. 2019. április 1.     | 13,32 millió |
| 269. | 14. | A meteorit manifesztáció (The Meteorite Manifestation)            | Mark Cendrowski | Történet: Chuck Lorre & Steve Holland & Maria Ferrari Tévéjáték: Eric Kaplan & Tara Hernandez & Jeremy Howe                                                                    | 2019. január 31. 2019. április 8.     | 13,66 millió |
| 270. | 15. | A donációs oszcilláció (The Donation Oscillation)                 | Mark Cendrowski | Történet: Bill Prady & Jeremy Howe & Adam Faberman Tévéjáték: Steve Holland & Dave Goetsch & Maria Ferrari                                                                     | 2019. február 7. 2019. április 15.    | 13,97 millió |
| 271. | 16. | A D&D örvény (The D&D Vortex)                                     | Mark Cendrowski | Történet: Steve Holland & Maria Ferrari & Anthony Del Broccolo Tévéjáték: Eric Kaplan & Andy Gordon & Tara Hernandez                                                           | 2019. február 21. 2019. április 29.   | 13,48 millió |
| 272. | 17. | A konferencia becslés (The Conference Valuation)                  | Mark Cendrowski | Történet: Chuck Lorre & Steven Molaro & Eric Kaplan Tévéjáték: Steve Holland & Maria Ferrari & Jeremy Howe                                                                     | 2019. március 7. 2019. május 6.       | 12,99 millió |
| 273. | 18. | A Nobel-díjas felhalmozódás (The Laureate Accumulation)           | Mark Cendrowski | Történet: Steve Holland & Adam Faberman & David Saltzberg Tévéjáték: Dave Goetsch & Eric Kaplan & Maria Ferrari                                                                | 2019. április 4. 2019. május 13.      | 12,22 millió |
| 274. | 19. | Az inspiráció depriváció (The Inspiration Deprivation)            | Mark Cendrowski | Történet: Eric Kaplan & Maria Ferrari & Andy Gordon Tévéjáték: Steve Holland & Anthony Del Broccolo & Tara Hernandez                                                           | 2019. április 18. 2019. május 20.     | 11,44 millió |
| 275. | 20. | A döntés reverberáció (The Decision Reverberation)                | Mark Cendrowski | Történet: Steve Holland & Adam Faberman & David Saltzberg Tévéjáték: Dave Goetsch & Eric Kaplan & Maria Ferrari                                                                | 2019. április 25. 2019. május 27.     | 11,84 millió |
| 276. | 21. | A plágium szkizma (The Plagiarism Schism)                         | Nikki Lorre     | Történet: Eric Kaplan & Maria Ferrari & Adam Faberman Tévéjáték: Steve Holland & Dave Goetsch & Tara Hernandez                                                                 | 2019. május 2. 2019. junius 3.        | 12,48 millió |
| 277. | 22. | Az anyai konklúzió (The Maternal Conclusion)                      | Kristy Cecil    | Történet: Maria Ferrari, Andy Gordon & Anthony Del Broccolo Tévéjáték: Steve Holland, Eric Kaplan & Jeremy Howe                                                                | 2019. május 9. 2019. június 10.       | 12,59 millió |
| 278. | 23. | A változás állandó (The Change Constant)                          | Mark Cendrowski | Chuck Lorre, Steve Holland, Steven Molaro, Bill Prady, Dave Goetsch, Eric Kaplan, Maria Ferrari, Andy Gordon, Anthony Del Broccolo, Tara Hernandez, Jeremy Howe, Adam Faberman | 2019. május 16. 2019. június 17.      | 18,52 millió |
| 279. | 24. | A Stockholm-szindróma (The Stockholm Syndrome)                    | Mark Cendrowski | Chuck Lorre, Steve Holland, Steven Molaro, Bill Prady, Dave Goetsch, Eric Kaplan, Maria Ferrari, Andy Gordon, Anthony Del Broccolo, Tara Hernandez, Jeremy Howe, Adam Faberman | 2019. május 16. 2019. június 17.      | 18,52 millió |

## Speciális
| # | Cím                                                                                   | Rendező     | Író                                         | Premier                          | Nézettség    |
| --- | ------------------------------------------------------------------------------------- | ----------- | ------------------------------------------- | -------------------------------- | ------------ |
| 1. | A végső szummáció: Búcsú az Agymenőktől (Unraveling The Mystery: A Big Bang Farewell) | Chuck Lorre | Chuck Lorre & Steven Molaro & Steve Holland | 2019. május 16. 2019. június 17. | 11,61 millió |
| Egy dokumentumfilm, melyben Johnny Galecki (Leonard) és Kaley Cuoco (Penny), a sorozat szereplői vezetik végig a nézőket a díszleten, mesélnek a régi történetekről. |                                                                                       |             |                                             |                                  |              |

## Fordítás
Ez a szócikk részben vagy egészben a  List of The Big Bang Theory episodes című angol Wikipédia-szócikk ezen változatának fordításán alapul.  Az eredeti cikk szerkesztőit annak laptörténete sorolja fel. Ez a jelzés csupán a megfogalmazás eredetét és a szerzői jogokat jelzi, nem szolgál a cikkben szereplő információk forrásmegjelöléseként.